# الطواف النسائي للاتحاد الدولي لكرة المضرب – 2017 (أكتوبر–ديسمبر)
الطواف النسائي للاتحاد الدولي لكرة المضرب هي نسخة عام 2017 من الجولة الثانية في لعبة كرة المضرب للمحترفات. تنظمها الاتحاد الدولي لكرة المضرب وهي درجة أقل من جولة رابطة محترفات التنس. يتضمن الطواف العالمي لكرة المضرب النسائية برعاية الاتحاد الدولي لكرة المضرب بطولات بجوائز مالية تتراوح من $15،000 إلى $100،000.

## المواسم
| مواسم الطواف العالمي لكرة المضرب النسائية برعاية الاتحاد الدولي لكرة المضرب | مواسم الطواف العالمي لكرة المضرب النسائية برعاية الاتحاد الدولي لكرة المضرب | مواسم الطواف العالمي لكرة المضرب النسائية برعاية الاتحاد الدولي لكرة المضرب | مواسم الطواف العالمي لكرة المضرب النسائية برعاية الاتحاد الدولي لكرة المضرب | مواسم الطواف العالمي لكرة المضرب النسائية برعاية الاتحاد الدولي لكرة المضرب | مواسم الطواف العالمي لكرة المضرب النسائية برعاية الاتحاد الدولي لكرة المضرب | مواسم الطواف العالمي لكرة المضرب النسائية برعاية الاتحاد الدولي لكرة المضرب | مواسم الطواف العالمي لكرة المضرب النسائية برعاية الاتحاد الدولي لكرة المضرب | مواسم الطواف العالمي لكرة المضرب النسائية برعاية الاتحاد الدولي لكرة المضرب | مواسم الطواف العالمي لكرة المضرب النسائية برعاية الاتحاد الدولي لكرة المضرب |
| تسعينيات القرن العشرين                                                      | تسعينيات القرن العشرين                                                      | تسعينيات القرن العشرين                                                      | تسعينيات القرن العشرين                                                      | تسعينيات القرن العشرين                                                      | تسعينيات القرن العشرين                                                      | تسعينيات القرن العشرين                                                      | تسعينيات القرن العشرين                                                      | تسعينيات القرن العشرين                                                      | تسعينيات القرن العشرين                                                      |
| --------------------------------------------------------------------------- | --------------------------------------------------------------------------- | --------------------------------------------------------------------------- | --------------------------------------------------------------------------- | --------------------------------------------------------------------------- | --------------------------------------------------------------------------- | --------------------------------------------------------------------------- | --------------------------------------------------------------------------- | --------------------------------------------------------------------------- | --------------------------------------------------------------------------- |
| 1994                                                                        | 1995                                                                        | 1995                                                                        | 1996                                                                        | 1997                                                                        | 1998                                                                        | 1999                                                                        |                                                                             |                                                                             |                                                                             |
| العقد الأول من القرن 21                                                     |                                                                             |                                                                             |                                                                             |                                                                             |                                                                             |                                                                             |                                                                             |                                                                             |                                                                             |
| 2000                                                                        | 2001                                                                        | 2002                                                                        | 2003                                                                        | 2004                                                                        | 2005                                                                        | 2006                                                                        | 2007                                                                        | 2008 الربع الأول · الربع الثاني · الربع الثالث                              | 2009                                                                        |
| العقد الثاني من القرن 21                                                    |                                                                             |                                                                             |                                                                             |                                                                             |                                                                             |                                                                             |                                                                             |                                                                             |                                                                             |
| 2010 الربع الأول · الربع الثاني · الربع الثالث · الربع الرابع               | 2011 الربع الأول · الربع الثاني · الربع الثالث · الربع الرابع               | 2012 الربع الأول · الربع الثاني · الربع الثالث · الربع الرابع               | 2013 الربع الأول · الربع الثاني · الربع الثالث · الربع الرابع               | 2014 الربع الأول · الربع الثاني · الربع الثالث · الربع الرابع               | 2015 الربع الأول · الربع الثاني · الربع الثالث · الربع الرابع               | 2016 الربع الأول · الربع الثاني · الربع الثالث · الربع الرابع               | 2017 الربع الأول · الربع الثاني · الربع الثالث · الربع الرابع               | 2018 الربع الأول · الربع الثاني · الربع الثالث · الربع الرابع               | 2019 الربع الأول · الربع الثاني · الربع الثالث · الربع الرابع               |
| العقد الثالث من القرن 21                                                    |                                                                             |                                                                             |                                                                             |                                                                             |                                                                             |                                                                             |                                                                             |                                                                             |                                                                             |
| 2020 الربع الأول · الربع الثاني · الربع الثالث · الربع الرابع               | 2021 الربع الأول · الربع الثاني · الربع الثالث · الربع الرابع               | 2022 الربع الأول · الربع الثاني · الربع الثالث · الربع الرابع               | 2023 الربع الأول · الربع الثاني · الربع الثالث · الربع الرابع               | 2024 الربع الأول · الربع الثاني · الربع الثالث · الربع الرابع               | 2025 الربع الأول · الربع الثاني · الربع الثالث · الربع الرابع               |                                                                             |                                                                             |                                                                             |                                                                             |

## المفتاح
| الفئات      |
| بطولات W100 |
| بطولات W80  |
| بطولات W60  |
| بطولات W25  |
| بطولات W15  |

## الأشهر

### أكتوبر
| الأسبوع   | البطولة | الفائزات                                               | الوصيفات                                   | المتأهلات لنصف النهائي                       | المتأهلات لربع النهائي                                                           |
| --------- | --- | ------------------------------------------------------ | ------------------------------------------ | -------------------------------------------- | -------------------------------------------------------------------------------- |
| 2 أكتوبر  | توومبا، أستراليا ملعب صلب $25،000 قرعة المباريات الفردية والزوجية                                                        | إري هوزمي 7–5، 6–2                                     | أسترا شارما                                | آبجيل تيري-أبيسا إيلين بيريز                 | ماريانا زاكارليوك إريكا سما أليسون باي شيهيرو موراماتسو                          |
| 2 أكتوبر  | توومبا، أستراليا ملعب صلب $25،000 قرعة المباريات الفردية والزوجية                                                        | موموكو كوبوري أيانو شيميزو 7–5، 7–5                    | نايكثا بينز آبجيل تيري-أبيسا               | آبجيل تيري-أبيسا إيلين بيريز                 | ماريانا زاكارليوك إريكا سما أليسون باي شيهيرو موراماتسو                          |
| 2 أكتوبر  | بولا، إيطاليا ملعب ترابي $25،000 قرعة المباريات الفردية والزوجية                                                         | كيارا شول 6–1، 4–6، 6–1                                | ميكايلا أونتشوفا                           | كاثينكا فون ديكمان أليز ليم                  | كاتارينا كيرلاخ تيريزا مردجا كاثارينا هوبغارسكي باولا أورمايتشيا                 |
| 2 أكتوبر  | بولا، إيطاليا ملعب ترابي $25،000 قرعة المباريات الفردية والزوجية                                                         | أناستازيا جريمالسكا كيارا شول 4–6، 6–3، [13–11]        | ميكايلا أونتشوفا أكيكو أومي                | كاثينكا فون ديكمان أليز ليم                  | كاتارينا كيرلاخ تيريزا مردجا كاثارينا هوبغارسكي باولا أورمايتشيا                 |
| 2 أكتوبر  | فيلا ديل ديكي، الأرجنتين ملعب ترابي $15،000 قرعة المباريات الفردية والزوجية                                              | فرناندا بريتو 6–3، 6–2                                 | ستيفاني مارييل بيتي                        | جازمين أورتينزي جييرمينيا نايا               | أوجينيا جانجا كارلا لوسيرو ميلاني سولانج كريفويج كاميلا جيانجريكو كامبيز         |
| 2 أكتوبر  | فيلا ديل ديكي، الأرجنتين ملعب ترابي $15،000 قرعة المباريات الفردية والزوجية                                              | فرناندا بريتو كاميلا جيانجريكو كامبيز 6–3، 6–3         | ماريانا كوريا فلافيا غيماريش بوينو         | جازمين أورتينزي جييرمينيا نايا               | أوجينيا جانجا كارلا لوسيرو ميلاني سولانج كريفويج كاميلا جيانجريكو كامبيز         |
| 2 أكتوبر  | سوزوبول، بلغاريا ملعب صلب $15،000 قرعة المباريات الفردية والزوجية                                                        | غيرغانا توبالوفا 6–3، 2–6، 6–3                         | ليا ثولي                                   | جوليا ستاماتوفا يكاترينا ياشينا              | ديا إفتيموفا ريو كيتاغاوا آنا كوباريفا غابرييلا دوكا                             |
| 2 أكتوبر  | سوزوبول، بلغاريا ملعب صلب $15،000 قرعة المباريات الفردية والزوجية                                                        | ميكايلا بوف ديا إفتيموفا 6–2، 4–6، [16–14]             | جوليا ستاماتوفا ليا ثولي                   | جوليا ستاماتوفا يكاترينا ياشينا              | ديا إفتيموفا ريو كيتاغاوا آنا كوباريفا غابرييلا دوكا                             |
| 2 أكتوبر  | شرم الشيخ، مصر ملعب صلب $15،000 قرعة المباريات الفردية والزوجية                                                          | لي بي-تشي 0–6، 3–6                                     | أرليندا روشيتشي                            | كاجا جوفان كانيكا فايديا                     | بربارا بونيتش آنا بيانكا ميهايلا تشين بي-هسوان بريت جيوكينس                      |
| 2 أكتوبر  | شرم الشيخ، مصر ملعب صلب $15،000 قرعة المباريات الفردية والزوجية                                                          | يلينا ستويانوفيتش ألكساندرا والتيرز 3–6، 1–6           | ميليسا موراليس أندريا ويدون                | كاجا جوفان كانيكا فايديا                     | بربارا بونيتش آنا بيانكا ميهايلا تشين بي-هسوان بريت جيوكينس                      |
| 2 أكتوبر  | جونيه، لبنان ملعب ترابي $15،000 قرعة المباريات الفردية والزوجية                                                          | دراجينيا فوكوفيتش 3–6، 3–6، 5–7                        | آنا أوريكي                                 | جاكلين كاباج أود بويانا مارينكوفيتش          | نعومي توتكا فيكتوريا كان ليزا-ماري ماتشكي فاسيليسا أبوناسينكو                    |
| 2 أكتوبر  | جونيه، لبنان ملعب ترابي $15،000 قرعة المباريات الفردية والزوجية                                                          | فيكتوريا كان ماريا زوتوفا 0–6، 1–6                     | نعومي توتكا دراجينيا فوكوفيتش              | جاكلين كاباج أود بويانا مارينكوفيتش          | نعومي توتكا فيكتوريا كان ليزا-ماري ماتشكي فاسيليسا أبوناسينكو                    |
| 2 أكتوبر  | لشبونة، البرتغال ملعب صلب $15،000 قرعة المباريات الفردية والزوجية                                                        | نوريا باريزاس دياز 2–6، 7–5، 7–5                       | رومي كولزر                                 | ماريا جواو كوهلر كارولينا بيرانكوفا          | ماريا خوسيه لوكي مورينو ماريا ماسيني نانديني شارما فرانسيسكا خورخي               |
| 2 أكتوبر  | لشبونة، البرتغال ملعب صلب $15،000 قرعة المباريات الفردية والزوجية                                                        | ألبا كارييو مارين إينيس مورتا 4–6، 6–1، [10–4]         | كارولينا بيرانكوفا أدريان ناغي             | ماريا جواو كوهلر كارولينا بيرانكوفا          | ماريا خوسيه لوكي مورينو ماريا ماسيني نانديني شارما فرانسيسكا خورخي               |
| 2 أكتوبر  | تلدة، أسبانيا ملعب ترابي $15،000 قرعة المباريات الفردية والزوجية                                                         | غيومار مارستاني 7–5، 4–6، 6–4                          | ليزا سابينو                                | ميريتكسل بيريرا روس أنجيلا فيتا بولودا       | أليسيا هيريرو لينانا تشايين إفويك أريبيلا فرنانديز رابنر آنا لانتيجوا دي لا نويز |
| 2 أكتوبر  | تلدة، أسبانيا ملعب ترابي $15،000 قرعة المباريات الفردية والزوجية                                                         | تشايين إفويك ليزا سابينو 6–1، 6–1                      | أنستاسيا ياماتشكين آنا لانتيجوا دي لا نويز | ميريتكسل بيريرا روس أنجيلا فيتا بولودا       | أليسيا هيريرو لينانا تشايين إفويك أريبيلا فرنانديز رابنر آنا لانتيجوا دي لا نويز |
| 2 أكتوبر  | كولمبو، سريلانكا ملعب ترابي $15،000 قرعة المباريات الفردية والزوجية                                                      | ريا باتيا 7–6(7–2)، 6–1                                | جوزفين بواليم                              | أليس جيلان تمارا تشروفيتش                    | روشري ويجسوندارا ما يكسين جينيفر لوكهام نيدي تشيليومولا                          |
| 2 أكتوبر  | كولمبو، سريلانكا ملعب ترابي $15،000 قرعة المباريات الفردية والزوجية                                                      | إيزابيل بولاي ما يكسين 6–3، 2–6، [10–5]                | جوزفين بواليم أندريا كا                    | أليس جيلان تمارا تشروفيتش                    | روشري ويجسوندارا ما يكسين جينيفر لوكهام نيدي تشيليومولا                          |
| 2 أكتوبر  | نونتابوري، تايلاند ملعب صلب $15،000 قرعة المباريات الفردية والزوجية                                                      | تشوي جي-هي 6–2، 6–3                                    | لولو صن                                    | باتشارين شيابشاندج تشان تشين وي              | فالنتينا رايسر ناتاليا كوستيتش تشنغ ووشوانج تشانغ لينغ                           |
| 2 أكتوبر  | نونتابوري، تايلاند ملعب صلب $15،000 قرعة المباريات الفردية والزوجية                                                      | نودنيدا لوانجنام فرنيا وونجتينتشاي 6–4، 6–4            | إلين جنوفيس أونا أوربانا                   | باتشارين شيابشاندج تشان تشين وي              | فالنتينا رايسر ناتاليا كوستيتش تشنغ ووشوانج تشانغ لينغ                           |
| 2 أكتوبر  | الحمامات، تونس ملعب ترابي $15،000 قرعة المباريات الفردية والزوجية                                                        | إيزابيلا شنيكوفا 6–1، 6–2                              | ساتسوكي تاكامورا                           | لوكريتسيا ستيفانيني ماري بينوا               | فالنتين باشير فيديريكا أرتشيدياكونو بينيديتا إيفالدي فيرينا هوفر                 |
| 2 أكتوبر  | الحمامات، تونس ملعب ترابي $15،000 قرعة المباريات الفردية والزوجية                                                        | تم إلغاء مسابقة الزوجي بسبب سوء الأحوال الجوية         |                                            | لوكريتسيا ستيفانيني ماري بينوا               | فالنتين باشير فيديريكا أرتشيدياكونو بينيديتا إيفالدي فيرينا هوفر                 |
| 2 أكتوبر  | أنطاليا، تركيا ملعب ترابي $15،000 قرعة المباريات الفردية والزوجية                                                        | جورجيا كراتشون 6–3، 6–4                                | صوفيا كوفاليتس                             | غابرييلا بانتوشكوفا كارولينا فاس             | كييارا جريم ريبيكا بيريرا آنا بيشكيك غابرييلا هوراتشكوفا                         |
| 2 أكتوبر  | أنطاليا، تركيا ملعب ترابي $15،000 قرعة المباريات الفردية والزوجية                                                        | ألبينا خابيبولينا إيبك أوز 7–5، 1–6، [11–9]            | ريكا لوكا جاني صوفيا كوفاليتس              | غابرييلا بانتوشكوفا كارولينا فاس             | كييارا جريم ريبيكا بيريرا آنا بيشكيك غابرييلا هوراتشكوفا                         |
| 2 أكتوبر  | جزيرة هيلتون هيد، الولايات المتحدة ملعب ترابي $15،000 قرعة المباريات الفردية والزوجية                                    | ألريكك إيكري 6–4، 6–1                                  | بيانكا توراتي                              | آنا توراتي آن لي                             | صوفيا سوينغ لورا بيجوسي مونتسيرات غونزاليس بترا جانوسكوفا                        |
| 2 أكتوبر  | جزيرة هيلتون هيد، الولايات المتحدة ملعب ترابي $15،000 قرعة المباريات الفردية والزوجية                                    | إيميلي أبلتون كاتي ماكنالي 7–5، 6–3                    | كايلي كولينز ميغ كوالسكي                   | آنا توراتي آن لي                             | صوفيا سوينغ لورا بيجوسي مونتسيرات غونزاليس بترا جانوسكوفا                        |
| 9 أكتوبر  | كيرنز (ولاية كوينزلاند)، أستراليا ملعب صلب $25،000 قرعة المباريات الفردية والزوجية                                       | أوليفيا روجوفسكا 1–6، 2–6، 2–6                         | أبيجيل تيري-أبيسا                          | إريكا سما يوكي كريستينا تشيانغ               | رامي أويدا نايكثا بينز يوكي تاناكا إيلين بيريز                                   |
| 9 أكتوبر  | كيرنز (ولاية كوينزلاند)، أستراليا ملعب صلب $25،000 قرعة المباريات الفردية والزوجية                                       | نايكثا بينز أبيجيل تيري-أبيسا 4–6، 2–6، [6–10]         | أسترا شارما بيليندا وولكوك                 | إريكا سما يوكي كريستينا تشيانغ               | رامي أويدا نايكثا بينز يوكي تاناكا إيلين بيريز                                   |
| 9 أكتوبر  | شيربور-أن-كوتنتين، فرنسا ملعب صلب (داخل الصالة) $25،000 قرعة المباريات الفردية والزوجية                                  | ميرتل جورج 4–6، 6–3، 5–7                               | أودري ألبي                                 | تيس سوجنكس جولي جيرفيه                       | أوليسيا بيرفوشينا سارة بيث غري سامانثا موراي يساليني بونافنتور                   |
| 9 أكتوبر  | شيربور-أن-كوتنتين، فرنسا ملعب صلب (داخل الصالة) $25،000 قرعة المباريات الفردية والزوجية                                  | مانو أركانجيولي شيرازاد ريكس 1–3، انسحاب               | سامانثا موراي كارمان كاور ثاندي            | تيس سوجنكس جولي جيرفيه                       | أوليسيا بيرفوشينا سارة بيث غري سامانثا موراي يساليني بونافنتور                   |
| 9 أكتوبر  | بولا، إيطاليا ملعب ترابي $25،000 قرعة المباريات الفردية والزوجية                                                         | بولونا هيركوج 6–1، 6–0                                 | فالنتينا إيفاخنينكو                        | كيارا شول تيريزا مردجا                       | أناستاسيا فاسيليفا أناستازيا جريمالسكا جوليا جاتو مونتيكوني أنستاسيا زاريتسكا    |
| 9 أكتوبر  | بولا، إيطاليا ملعب ترابي $25،000 قرعة المباريات الفردية والزوجية                                                         | إيلينا بوغدان فاليريا سولوفيفا 7–6(9–7)، 5–7، [11–9]   | تيريزا مردجا أكيكو أومي                    | كيارا شول تيريزا مردجا                       | أناستاسيا فاسيليفا أناستازيا جريمالسكا جوليا جاتو مونتيكوني أنستاسيا زاريتسكا    |
| 9 أكتوبر  | ماكينوهارا (شيزوكا)، اليابان سجادة $25،000 قرعة المباريات الفردية والزوجية                                               | أيانو شيميزو 6–3، 6–3                                  | موموكو كوبوري                              | شيهو أكيتا ميابي إينو                        | نعومي تشيونغ شيرو موراماتسو هاروكا كاجي كيسا يوشيوكا                             |
| 9 أكتوبر  | ماكينوهارا (شيزوكا)، اليابان سجادة $25،000 قرعة المباريات الفردية والزوجية                                               | ميابي إينو كوتومي تاكاتا 6–3، 7–5                      | يوكينا سايغو أيانو شيميزو                  | شيهو أكيتا ميابي إينو                        | نعومي تشيونغ شيرو موراماتسو هاروكا كاجي كيسا يوشيوكا                             |
| 9 أكتوبر  | لاغوس، نيجيريا ملعب صلب $25،000 قرعة المباريات الفردية والزوجية                                                          | دينيز خزانيك 4–6، 6–1، 6–3                             | كوني بيرين                                 | آنا صوفيا سانشيز أيلا أكسو                   | هارموني تان آنا فيسيلينوفيتش ميلاني كلافنير إستيل كاسينو                         |
| 9 أكتوبر  | لاغوس، نيجيريا ملعب صلب $25،000 قرعة المباريات الفردية والزوجية                                                          | أيلا أكسو آنا فيسيلينوفيتش 6–4، 6–2                    | كوني بيرين فاليريا ستراخوفا                | آنا صوفيا سانشيز أيلا أكسو                   | هارموني تان آنا فيسيلينوفيتش ميلاني كلافنير إستيل كاسينو                         |
| 9 أكتوبر  | Óبيдوس، البرتغال سجاد $25،000 قرعة المباريات الفردية والزوجية                                                            | إيرينا خروماتشيفا 6–1، 4–6، 6–4                        | ماجدالينا فريتش                            | فيرونيكا كوديرميتوفا جورجيا بريشيا           | سيمونا والترت كاتي سوان أولغا دانيلوفيتش ماريا تيريزا تورو فلور                  |
| 9 أكتوبر  | Óبيдوس، البرتغال سجاد $25،000 قرعة المباريات الفردية والزوجية                                                            | إليتسا كوستوفا يانا سيزيكوفا انسحاب                    | جورجيا بريشيا أليس ماتيوكسي                | فيرونيكا كوديرميتوفا جورجيا بريشيا           | سيمونا والترت كاتي سوان أولغا دانيلوفيتش ماريا تيريزا تورو فلور                  |
| 9 أكتوبر  | إشبيلية، إسبانيا ملعب ترابي $25،000 قرعة المباريات الفردية والزوجية                                                      | دانييلا سيغيل 2–6، 6–1، 6–2                            | ماري بينوا                                 | فيفيان يوهاسزوفا إستريلا كابيزا كانديلا      | بانا أودفاردي باولا بادوسا جيبرت مونيكا كيلناروفا لويزا ستيفاني                  |
| 9 أكتوبر  | إشبيلية، إسبانيا ملعب ترابي $25،000 قرعة المباريات الفردية والزوجية                                                      | لويزا ستيفاني ريناتا زارازوا 7–6(7–2)، 7–6(7–3)        | إستريلا كابيزا كانديلا أندريا غاميز        | فيفيان يوهاسزوفا إستريلا كابيزا كانديلا      | بانا أودفاردي باولا بادوسا جيبرت مونيكا كيلناروفا لويزا ستيفاني                  |
| 9 أكتوبر  | سمتر، الولايات المتحدة ملعب صلب $25،000 قرعة المباريات الفردية والزوجية                                                  | تيلور تاونسند 6–2، 6–1                                 | ألريكك إيكري                               | مارتا بايجينا آنا تاتيشفيلي                  | جيسيكا بيجلا مونتسيرات غونزاليس فيكتوريا رودريغيز يوفانا جاكسيك                  |
| 9 أكتوبر  | سمتر، الولايات المتحدة ملعب صلب $25،000 قرعة المباريات الفردية والزوجية                                                  | جيسيكا بيجلا تيلور تاونسند 4–6، 7–5، [10–5]            | ألكسندرا مولر كيتلين ووريسكي               | مارتا بايجينا آنا تاتيشفيلي                  | جيسيكا بيجلا مونتسيرات غونزاليس فيكتوريا رودريغيز يوفانا جاكسيك                  |
| 9 أكتوبر  | بوينس آيرس، الأرجنتين ملعب ترابي $15،000 قرعة المباريات الفردية والزوجية                                                 | فرناندا بريتو 1–6، 7–5، 7–5                            | تايسا جرانا بيدريتي                        | ستيفاني مارييل بيتيت كاميلا جيانجريكو كامبيز | ماريا ديل روساريو فاسكيز إيفانيا مارتينيتش آنا جيلر باربارا غاتيكا               |
| 9 أكتوبر  | بوينس آيرس، الأرجنتين ملعب ترابي $15،000 قرعة المباريات الفردية والزوجية                                                 | فرناندا بريتو كاميلا جيانجريكو كامبيز 7–5، 0–6، [10–5] | باربارا غاتيكا جييرمينا نايا               | ستيفاني مارييل بيتيت كاميلا جيانجريكو كامبيز | ماريا ديل روساريو فاسكيز إيفانيا مارتينيتش آنا جيلر باربارا غاتيكا               |
| 9 أكتوبر  | شرم الشيخ، مصر ملعب صلب $15،000 قرعة المباريات الفردية والزوجية                                                          | تيريزا ميهاليكوفا 6–2، 6–4                             | ناستجا كولار                               | نينا ستادلر جودي آنا بوراج                   | كانيكا فايديا سوزان بانديتشي أندريا ويدون ساندرا سمير                            |
| 9 أكتوبر  | شرم الشيخ، مصر ملعب صلب $15،000 قرعة المباريات الفردية والزوجية                                                          | نينا كروير سوزان لامينز 3–6، 7–5، [10–8]               | باربرا بونيتش ناستجا كولار                 | نينا ستادلر جودي آنا بوراج                   | كانيكا فايديا سوزان بانديتشي أندريا ويدون ساندرا سمير                            |
| 9 أكتوبر  | كولومبو، سريلانكا ملعب ترابي $15،000 قرعة المباريات الفردية والزوجية                                                     | ما يكسين 6–1، 6–2                                      | بريرنا بامبري                              | ألديا سوتجيادي ريشيكا سانكارا                | غوزال آينيتدينوفا روتوجا بسالي تمارا تشروفيتش إيزابيل بوليه                      |
| 9 أكتوبر  | كولومبو، سريلانكا ملعب ترابي $15،000 قرعة المباريات الفردية والزوجية                                                     | تم إلغاء منافسات الزوجي بسبب سوء الأحوال الجوية        |                                            | ألديا سوتجيادي ريشيكا سانكارا                | غوزال آينيتدينوفا روتوجا بسالي تمارا تشروفيتش إيزابيل بوليه                      |
| 9 أكتوبر  | نونثابوري، تايلاند ملعب صلب $15،000 قرعة المباريات الفردية والزوجية                                                      | باتشارين شيبشانديج 7–6(7–2)، 6–0                       | ليانغ إن-شوو                               | ثاسابورن ناكلو بونياوي ثامشاي وات            | نودنيدا لوانجنام مانا أيوكاوا ميريام بيوركلاند Chompoothip Jundakate             |
| 9 أكتوبر  | نونثابوري، تايلاند ملعب صلب $15،000 قرعة المباريات الفردية والزوجية                                                      | تشان تشين وي ليانغ إن-شوو 6–1، 6–4                     | نودنيدا لوانجنام فرنيا وونجتينتشاي         | ثاسابورن ناكلو بونياوي ثامشاي وات            | نودنيدا لوانجنام مانا أيوكاوا ميريام بيوركلاند Chompoothip Jundakate             |
| 9 أكتوبر  | الحمامات، تونس ملعب ترابي $15،000 قرعة المباريات الفردية والزوجية                                                        | فاطمة النبهاني 6–3، 6–1                                | إيزابيلا شنيكوفا                           | Federica Arcidiacono Marine Partaud          | Natasha Piludu ليا بوشكوفيتش Beatrice Lombardo Katharina Hering                  |
| 9 أكتوبر  | الحمامات، تونس ملعب ترابي $15،000 قرعة المباريات الفردية والزوجية                                                        | ليا بوشكوفيتش Yasmine Mansouri 1–6، 6–4، [10–6]        | Mariana Dražić إيزابيلا شنيكوفا            | Federica Arcidiacono Marine Partaud          | Natasha Piludu ليا بوشكوفيتش Beatrice Lombardo Katharina Hering                  |
| 9 أكتوبر  | أنطاليا، تركيا ملعب ترابي 15٬000 دولار قرعة المباريات الفردية والزوجية                                                   | İpek Öz 6–3، 6–2                                       | Ilona Georgiana Ghioroaie                  | Carolina Alves Polina Bakhmutkina            | Viktória Morvayová Isabella Tcherkes Zade Katyarina Paulenka Dasha Ivanova       |
| 9 أكتوبر  | أنطاليا، تركيا ملعب ترابي 15٬000 دولار قرعة المباريات الفردية والزوجية                                                   | Daria Nazarkina Ekaterina Vishnevskaya 6–2، 6–2        | Gabriela Horáčková Ani Vangelova           | Carolina Alves Polina Bakhmutkina            | Viktória Morvayová Isabella Tcherkes Zade Katyarina Paulenka Dasha Ivanova       |
| 16 أكتوبر | بطولة سوزو للسيدات سوزو، الصين ملعب صلب $60،000 فردي – زوجي                                                              | ساره إيراني 6–1، 6–0                                   | قوه هانيو                                  | نينا ستويانوفيتش كرامي نارا                  | ناو هيبينو ليزيت كابريرا تشانغ يوكسوان لو جينغجينغ                               |
| 16 أكتوبر | بطولة سوزو للسيدات سوزو، الصين ملعب صلب $60،000 فردي – زوجي                                                              | جاكلين كاكو نينا ستويانوفيتش 2–6، 7–5، [10–2]          | إري هوزمي ميو كاتو                         | نينا ستويانوفيتش كرامي نارا                  | ناو هيبينو ليزيت كابريرا تشانغ يوكسوان لو جينغجينغ                               |
| 16 أكتوبر | بطولة تورين جوي ليه تور، فرنسا ملعب صلب (داخلي) $25،000 قرعة المباريات الفردية والزوجية                                  | تيريزا سميتكوفا 6–3، 7–5                               | ميرتل جورج                                 | كاتارينا زافاتسكا إيلينا غابرييلا روس        | جولي جيرفي آنا زيا كلوي باكيوت ماري أوساكا                                       |
| 16 أكتوبر | بطولة تورين جوي ليه تور، فرنسا ملعب صلب (داخلي) $25،000 قرعة المباريات الفردية والزوجية                                  | سارة بيث غري سامانثا موري 7–6(7–3)، 6–3                | جاكلين كريستيان إيلينا غابرييلا روس        | كاتارينا زافاتسكا إيلينا غابرييلا روس        | جولي جيرفي آنا زيا كلوي باكيوت ماري أوساكا                                       |
| 16 أكتوبر | بولا، إيطاليا ملعب ترابي $25،000 قرعة المباريات الفردية والزوجية                                                         | بولونا هيركوج 6–4، 6–1                                 | ريناتا زارازوا                             | فالنتينا إيفاخنينكو جوليا جاتو مونتيكوني     | أمينة أنشبا أليز ليم سيندي برغر تيريزا مردجا                                     |
| 16 أكتوبر | بولا، إيطاليا ملعب ترابي $25،000 قرعة المباريات الفردية والزوجية                                                         | جانا بوزنيخيرينكو جاسمينا تينجيتش 6–4، 6–3             | تايسييا مورديرجر يانا مورديرجر             | فالنتينا إيفاخنينكو جوليا جاتو مونتيكوني     | أمينة أنشبا أليز ليم سيندي برغر تيريزا مردجا                                     |
| 16 أكتوبر | هاماماتسو، اليابان سجادة $25،000 قرعة المباريات الفردية والزوجية                                                         | لو جياجينغ 6–3، 6–3                                    | ميابي إينو                                 | أيانو شيميزو ناومي تشيونغ                    | أوليفيا تجاندراموليا ميتسومي كاواساكي تشيهيرو موراماتسو جونري ناميجاتا           |
| 16 أكتوبر | هاماماتسو، اليابان سجادة $25،000 قرعة المباريات الفردية والزوجية                                                         | ريكا فوجيوارا كيوكا أوكامورا 6–2، 6–4                  | لو جياجينغ أياكا أوكونو                    | أيانو شيميزو ناومي تشيونغ                    | أوليفيا تجاندراموليا ميتسومي كاواساكي تشيهيرو موراماتسو جونري ناميجاتا           |
| 16 أكتوبر | لاغوس، نيجيريا ملعب صلب $25،000 قرعة المباريات الفردية والزوجية                                                          | كوني بيرين 7–6(13–11)، 6–3                             | دينيز خازانيك                              | إستيل كاسينو أيلا أكسو                       | آنا صوفيا سانشيز تادجا ماجريتش كلوتيلد دي برناردي فاليريا ستراكوفا               |
| 16 أكتوبر | لاغوس، نيجيريا ملعب صلب $25،000 قرعة المباريات الفردية والزوجية                                                          | كوني بيرين فاليريا ستراكوفا 6–1، 6–2                   | تادجا ماجريتش تيفاني ويليام                | إستيل كاسينو أيلا أكسو                       | آنا صوفيا سانشيز تادجا ماجريتش كلوتيلد دي برناردي فاليريا ستراكوفا               |
| 16 أكتوبر | أوبي دوس، البرتغال سجادة $25،000 قرعة المباريات الفردية والزوجية                                                         | آنا كالينسكايا 6–3، 6–3                                | ماجدالينا فريتش                            | كاتي بولتر فيرونيكا كوديرميتوفا              | فيكتوريا كوزموفا إينيس مورتا مارينا ميلنيكوفا كاتي سوان                          |
| 16 أكتوبر | أوبي دوس، البرتغال سجادة $25،000 قرعة المباريات الفردية والزوجية                                                         | أولغا دوروشينا يانا سيزيكوفا 6–2، 6–2                  | بيرفو جينجيز كاتي سوان                     | كاتي بولتر فيرونيكا كوديرميتوفا              | فيكتوريا كوزموفا إينيس مورتا مارينا ميلنيكوفا كاتي سوان                          |
| 16 أكتوبر | فلورنسا، الولايات المتحدة ملعب صلب $25،000 قرعة المباريات الفردية والزوجية                                               | تايلور تاونسند 6–1، 7–5                                | يساليني بونافنتور                          | دانيال كولينز ريبيكا بيترسون                 | فيكتوريا رودريغيز أمرا ساديكوفيتش ألريكك إيكري فرانشيسكا دي لورينزو              |
| 16 أكتوبر | فلورنسا، الولايات المتحدة ملعب صلب $25،000 قرعة المباريات الفردية والزوجية                                               | ماريا سانشيز تايلور تاونسند 6–1، 6–2                   | تارا مور أمرا ساديكوفيتش                   | دانيال كولينز ريبيكا بيترسون                 | فيكتوريا رودريغيز أمرا ساديكوفيتش ألريكك إيكري فرانشيسكا دي لورينزو              |
| 16 أكتوبر | شرم الشيخ، مصر ملعب صلب $15،000 قرعة المباريات الفردية والزوجية                                                          | ساندرا سمير 1–6، 6–1، 6–1                              | أنستاسيا بريبلوڤا                          | إميلي فرانكاتي تيريزا ميهاليكوفا             | كانيكا فايديا سوزان لامنس بولينا جاسترزينسكا فاليريا زيلفا                       |
| 16 أكتوبر | شرم الشيخ، مصر ملعب صلب $15،000 قرعة المباريات الفردية والزوجية                                                          | إميلي فرانكاتي كانيكا فايديا 3–6، 7–5، [10–7]          | كارولين إيلووسكا ناستجا كولار              | إميلي فرانكاتي تيريزا ميهاليكوفا             | كانيكا فايديا سوزان لامنس بولينا جاسترزينسكا فاليريا زيلفا                       |
| 16 أكتوبر | ريبا-روخا دي توريا، إسبانيا ملعب ترابي $15،000 قرعة المباريات الفردية والزوجية                                           | إيزابيل والاس 6–3، 6–3                                 | ريبيكا ماساروفا                            | إستريلا كابيزا كانديلا سيون مينديز           | مارينا باسولس ريبيرا غيومر ماريستاني مارتينا سبيراغيلي إيفون كافالي ريميرز       |
| 16 أكتوبر | ريبا-روخا دي توريا، إسبانيا ملعب ترابي $15،000 قرعة المباريات الفردية والزوجية                                           | إيفون كافالي ريميرز غوادالوبي بيريز روجاس 6–4، 6–4     | إستريلا كابيزا كانديلا أنجيلا فيتا بولودا  | إستريلا كابيزا كانديلا سيون مينديز           | مارينا باسولس ريبيرا غيومر ماريستاني مارتينا سبيراغيلي إيفون كافالي ريميرز       |
| 16 أكتوبر | كولومبو، سريلانكا ملعب ترابي $15،000 قرعة المباريات الفردية والزوجية                                                     | غوزال أيني تيدينوفا 7–5، 6–4                           | برنجالا يادلابالي                          | ألديا سوتجيادي جوزفين بواليم                 | جنيفر لوكهام ما ييكسين تمارا تشروفيتش زيل ديزي                                   |
| 16 أكتوبر | كولومبو، سريلانكا ملعب ترابي $15،000 قرعة المباريات الفردية والزوجية                                                     | روتوجا بسالي برنجالا يادلابالي 6–4، 6–1                | ناتاشا بالها ريشيكا سانكارا                | ألديا سوتجيادي جوزفين بواليم                 | جنيفر لوكهام ما ييكسين تمارا تشروفيتش زيل ديزي                                   |
| 16 أكتوبر | الحمامات، تونس ملعب ترابي $15،000 قرعة المباريات الفردية والزوجية                                                        | ميشيل ألكسندرا زمو 4–6، 6–3، 7–6(7–4)                  | ميا إكلوند                                 | إيزابيلا شنيكوفا كارولين روميو               | ياسمين منسوري كاثرين شانترين دينيس-أنتونيلا ستويكا ماريانا درازيتش               |
| 16 أكتوبر | الحمامات، تونس ملعب ترابي $15،000 قرعة المباريات الفردية والزوجية                                                        | ميا إكلوند يوليوت ستوير 6–4، 4–6، [10–7]               | لودميلا بنشيخ ياسمين منسوري                | إيزابيلا شنيكوفا كارولين روميو               | ياسمين منسوري كاثرين شانترين دينيس-أنتونيلا ستويكا ماريانا درازيتش               |
| 16 أكتوبر | أنطاليا، تركيا ملعب ترابي $15،000 قرعة المباريات الفردية والزوجية                                                        | إيلونا جيورجيانا غيوروعي 6–3، 6–0                      | غابرييلا هوراتشكوفا                        | ماجدالينا بانتوتشكوفا إيكاترينا فيشنيفسكايا  | تيجانا سباسوييفيتش فيديريكا براتي فيكتوريا مورفايوفا فيتاليا ستامات              |
| 16 أكتوبر | أنطاليا، تركيا ملعب ترابي $15،000 قرعة المباريات الفردية والزوجية                                                        | فيكتوريا مورفايوفا نيكَا راديشيتش 6–4، 6–4              | كريستينا أدامسكو إيلونا جيورجيانا غيوروعي  | ماجدالينا بانتوتشكوفا إيكاترينا فيشنيفسكايا  | تيجانا سباسوييفيتش فيديريكا براتي فيكتوريا مورفايوفا فيتاليا ستامات              |
| 23 أكتوبر | Internationaux Féminins de la Vienne بواتييه، فرنسا ملعب صلب (indoor) $100،000 Singles – Doubles                         | ميهايلا بوزارنيسكو 6–4، 6–2                            | أليسون فان يوتفانخ                         | تاتيانا ماريا بيلندا بنشيتش                  | إيفانا جوروفيتش إيكاترينا ألكسندروفا برناردا بيرا يانينا ويكماير                 |
| 23 أكتوبر | Internationaux Féminins de la Vienne بواتييه، فرنسا ملعب صلب (indoor) $100،000 Singles – Doubles                         | بيلندا بنشيتش يانينا ويكماير 7–6(9–7)، 6–3             | ميهايلا بوزارنيسكو نيكولا جوير             | تاتيانا ماريا بيلندا بنشيتش                  | إيفانا جوروفيتش إيكاترينا ألكسندروفا برناردا بيرا يانينا ويكماير                 |
| 23 أكتوبر | Tennis Classic of Macon ماكون، الولايات المتحدة ملعب صلب $80،000 Singles – Doubles                                       | آنا كارولينا شميدلوفا 6–4، 6–1                         | فيكتوريا دوفال                             | ريبيكا بيترسون كايلا داي                     | سيسيل كاراتانتشيفا ستيفاني فوجيلي أجلا توملجانوفيتش جيمي لوبي                    |
| 23 أكتوبر | Tennis Classic of Macon ماكون، الولايات المتحدة ملعب صلب $80،000 Singles – Doubles                                       | كايتلين كريستيان سابرينا سانتاماريا 6–1، 6–0           | باولا كريستينا غونسالفيس ساناز ماراند      | ريبيكا بيترسون كايلا داي                     | سيسيل كاراتانتشيفا ستيفاني فوجيلي أجلا توملجانوفيتش جيمي لوبي                    |
| 23 أكتوبر | Challenger de Saguenay ساغينيه، كندا ملعب صلب (indoor) $60،000 Singles – Doubles                                         | غريتا أرن 6–1، 6–2                                     | بيبيان ويجيرس                              | جيسيكا بونشيه شو شيلين                       | فرانشيسكا دي لورينزو شارلوت روبيار ميلت كارول تشاو ليلاه آني فيرنانديز           |
| 23 أكتوبر | Challenger de Saguenay ساغينيه، كندا ملعب صلب (indoor) $60،000 Singles – Doubles                                         | بيانكا أندريسكو كارول تشاو Walkover                    | فرانشيسكا دي لورينزو إيرين روتليف          | جيسيكا بونشيه شو شيلين                       | فرانشيسكا دي لورينزو شارلوت روبيار ميلت كارول تشاو ليلاه آني فيرنانديز           |
| 23 أكتوبر | Bank of Liuzhou Cup ليوشو، الصين ملعب صلب $60،000 Singles – Doubles                                                      | وانغ يافان 3–6، 6–4، 3–3، ret.                         | ناو هيبينو                                 | هان زينيون يو إكسياودي                       | هيروكو كواتا ريكو ساوياناغي تشو لين تشانغ يوكسوان                                |
| 23 أكتوبر | Bank of Liuzhou Cup ليوشو، الصين ملعب صلب $60،000 Singles – Doubles                                                      | هان زينيون ماكوتو نينوميا 6–2، 7–6(7–3)                | جاكلين كاكو لورا روبسون                    | هان زينيون يو إكسياودي                       | هيروكو كواتا ريكو ساوياناغي تشو لين تشانغ يوكسوان                                |
| 23 أكتوبر | بولا، إيطاليا ملعب ترابي $25،000 قرعة المباريات الفردية والزوجية                                                         | جيسيكا بييري 6–4، 6–1                                  | جوليا جريبهر                               | تينا لوكاس سارة شاكاريفيش                    | بولونا هيركوج غانا بوزنيخيرينكو فاليريا سولوفيفا أناستازيا جريمالسكا             |
| 23 أكتوبر | بولا، إيطاليا ملعب ترابي $25،000 قرعة المباريات الفردية والزوجية                                                         | كريستينا دينو كاميلا روساتيلو 6–2، 6–1                 | إيلينا بوغدان أنيتا هوساريك                | تينا لوكاس سارة شاكاريفيش                    | بولونا هيركوج غانا بوزنيخيرينكو فاليريا سولوفيفا أناستازيا جريمالسكا             |
| 23 أكتوبر | أوبيدوس، البرتغال سجاد $25،000 قرعة المباريات الفردية والزوجية                                                           | كاتي سوان 5–0، ret.                                    | كاتي بولتر                                 | فيكتورا كوزموفا آنا كالينسكايا               | مارينا ميلنيكوفا أناستازيا بيفوفاروفا أني ميجاتشيكا دلما جالفي                   |
| 23 أكتوبر | أوبيدوس، البرتغال سجاد $25،000 قرعة المباريات الفردية والزوجية                                                           | أولغا دوروشينا يانا سيزيكوفا 6–0، 6–2                  | ليزافيتا هانشاروفا داليلا سبتييري          | فيكتورا كوزموفا آنا كالينسكايا               | مارينا ميلنيكوفا أناستازيا بيفوفاروفا أني ميجاتشيكا دلما جالفي                   |
| 23 أكتوبر | إسطنبول، تركيا ملعب صلب (indoor) $25،000 قرعة المباريات الفردية والزوجية                                                 | فيتاليا دياتشينكو 6–3، 6–1                             | جاكلين كريستيان                            | باربارا هاس أولغا يانشوك                     | ديانا رادانوفيتش فيكتوريا كامنسكايا بولينا جولوبوفسكايا رالوكا جورجيانا شيربان   |
| 23 أكتوبر | إسطنبول، تركيا ملعب صلب (indoor) $25،000 قرعة المباريات الفردية والزوجية                                                 | بترا كرجيسوفا يسيكا ماليشكوفا 6–4، 6–3                 | إيبك أوز يكاترينا ياشينا                   | باربارا هاس أولغا يانشوك                     | ديانا رادانوفيتش فيكتوريا كامنسكايا بولينا جولوبوفسكايا رالوكا جورجيانا شيربان   |
| 23 أكتوبر | شرم الشيخ، مصر ملعب صلب $15،000 قرعة المباريات الفردية والزوجية                                                          | ساندرا سمير 6–3، 6–3                                   | إميلي فرانكاتي                             | فيكتوريا مونتيان جولي نيمير                  | إلينا-تيودورا كادار أليسي تشيرنكيا ناومي توتكا ناستجا كولار                      |
| 23 أكتوبر | شرم الشيخ، مصر ملعب صلب $15،000 قرعة المباريات الفردية والزوجية                                                          | علا أبو ذكري لينييا مالمكفيست 5–7، 6–3، [10–3]         | إلينا-تيودورا كادار ناستجا كولار           | فيكتوريا مونتيان جولي نيمير                  | إلينا-تيودورا كادار أليسي تشيرنكيا ناومي توتكا ناستجا كولار                      |
| 23 أكتوبر | كاندية، اليونان ملعب ترابي $15،000 قرعة المباريات الفردية والزوجية                                                       | آنا بوندار 6–2، 6–3                                    | ريكا لوكا جاني                             | مارتينا كولمينا ليزا سابينو                  | فلادا إكشيبروفا ساتسوكي تاكامورا جايد صوفريجن أولكساندرا أولينيكوفا              |
| 23 أكتوبر | كاندية، اليونان ملعب ترابي $15،000 قرعة المباريات الفردية والزوجية                                                       | آنا بوندار ريكا لوكا جاني 6–4، 6–2                     | ميشيلا بوف آنا أوكولوفا                    | مارتينا كولمينا ليزا سابينو                  | فلادا إكشيبروفا ساتسوكي تاكامورا جايد صوفريجن أولكساندرا أولينيكوفا              |
| 23 أكتوبر | لامباريه، باراغواي ملعب ترابي $15،000 قرعة المباريات الفردية والزوجية                                                    | تايسا غرنا بيدريتي 2–6، انسحاب                         | فرناندا بريتو                              | ستيفاني مارييل بيتي كاميلا جيانجريكو كامبيز  | إدواردا بياي إيفانيا مارتينيتش جولييتا لارا إستبل باربارا غاتيكا                 |
| 23 أكتوبر | لامباريه، باراغواي ملعب ترابي $15،000 قرعة المباريات الفردية والزوجية                                                    | فرناندا بريتو كاميلا جيانجريكو كامبيز انسحاب           | تايسا غرنا بيدريتي نوليا زيبالوس           | ستيفاني مارييل بيتي كاميلا جيانجريكو كامبيز  | إدواردا بياي إيفانيا مارتينيتش جولييتا لارا إستبل باربارا غاتيكا                 |
| 23 أكتوبر | ستوكهولم، السويد ملعب صلب (داخلي) $15،000 قرعة المباريات الفردية والزوجية نسخة محفوظة 2022-01-24 على موقع واي باك مشين.  | جاكلين كاباج أواد 4–6، 0–6                             | كلارا تاوسون                               | ميريام بيوركلاند فاني أوستلوند               | جوليتا سانير فيرونيكا ياسمينا فوريش فاليريا يوششينكو مالين هيلغو                 |
| 23 أكتوبر | ستوكهولم، السويد ملعب صلب (داخلي) $15،000 قرعة المباريات الفردية والزوجية نسخة محفوظة 2022-01-24 على موقع واي باك مشين.  | أناستاسيا كوليكوفا إلينا ماليجينا 2–6، 5–7             | مالين هيلغو فاني أوستلوند                  | ميريام بيوركلاند فاني أوستلوند               | جوليتا سانير فيرونيكا ياسمينا فوريش فاليريا يوششينكو مالين هيلغو                 |
| 23 أكتوبر | حمامات، تونس ملعب ترابي $15،000 قرعة المباريات الفردية والزوجية                                                          | ميشيل ألكسندرا زماو 1–6، 1–6                           | كارولين روميو                              | أنجيليكا موراتيلي ميا إكلوند                 | ياسمين منصوري صوفيا إنترت ماريانا درازيتش جانا جابلونوفسكا                       |
| 23 أكتوبر | حمامات، تونس ملعب ترابي $15،000 قرعة المباريات الفردية والزوجية                                                          | ياسمين منصوري ديان باري 1–6، 1–6                       | دومينيك كاريغات كارولين روميو              | أنجيليكا موراتيلي ميا إكلوند                 | ياسمين منصوري صوفيا إنترت ماريانا درازيتش جانا جابلونوفسكا                       |
| 23 أكتوبر | ويرال، المملكة المتحدة ملعب صلب (داخلي) $15،000 قرعة المباريات الفردية والزوجية                                          | سامانثا موراي 6–2، 6–2                                 | إيدن سيلفا                                 | آنا ريموندينا مايا لومسدين                   | فريا كريستي مارغو أورانج لينا روفر سارة بيث غري                                  |
| 23 أكتوبر | ويرال، المملكة المتحدة ملعب صلب (داخلي) $15،000 قرعة المباريات الفردية والزوجية                                          | مايا لومسدين سامانثا موراي 4–6، 3–6                    | أليسيا بارنيت لورا ساينزبري                | آنا ريموندينا مايا لومسدين                   | فريا كريستي مارغو أورانج لينا روفر سارة بيث غري                                  |
| 30 أكتوبر | RBC Pro Challenge تايلر، الولايات المتحدة ملعب صلب $80،000 Singles – Doubles                                             | كريستي آهن 4–6، 4–6                                    | دانيال كولينز                              | صوفيا كينين إيرينا فالكوني                   | آشلي كراتزير تشالا بويوكاكاتشاي إليتسا كوستوفا تايلور تاونسند                    |
| 30 أكتوبر | RBC Pro Challenge تايلر، الولايات المتحدة ملعب صلب $80،000 Singles – Doubles                                             | جيسيكا بيجلا تايلور تاونسند 1–6، 4–6                   | جيمي لوب ريبيكا بيترسون                    | صوفيا كينين إيرينا فالكوني                   | آشلي كراتزير تشالا بويوكاكاتشاي إليتسا كوستوفا تايلور تاونسند                    |
| 30 أكتوبر | Canberra Tennis International كانبرا، أستراليا ملعب صلب $60،000 Singles – Doubles                                        | أوليفيا روجوفسكا 2–6، 1–6                              | ديستاني أيافا                              | أليسون باي جوليا غلوشكو                      | كيلا مكافي تمارا زيدانسيك أبيغيل تيري-أبيسا ليزيت كابيرا                         |
| 30 أكتوبر | Canberra Tennis International كانبرا، أستراليا ملعب صلب $60،000 Singles – Doubles                                        | آسيا محمد أرينا روديونوفا 4–6، 4–6                     | جيسيكا مور إيلين بيريز                     | أليسون باي جوليا غلوشكو                      | كيلا مكافي تمارا زيدانسيك أبيغيل تيري-أبيسا ليزيت كابيرا                         |
| 30 أكتوبر | Tevlin Women's Challenger تورونتو، كندا ملعب صلب (داخلي) $60،000 Singles – Doubles                                       | يساليني بونافنتور 3–6(7–3)، 6–7                        | باتي شنايدر                                | جيسيكا بونشيه فرانشيسكا دي لورينزو           | ميكايلا أونتشوفا بيانكا أندريسكو تامارين هندلر يلينا بوفينا                      |
| 30 أكتوبر | Tevlin Women's Challenger تورونتو، كندا ملعب صلب (داخلي) $60،000 Singles – Doubles                                       | أليكسا غوراشي إيرين روتليف 7–6(7–4)، 3–6، [10–4]       | يساليني بونافنتور Victoria Rodríguez       | جيسيكا بونشيه فرانشيسكا دي لورينزو           | ميكايلا أونتشوفا بيانكا أندريسكو تامارين هندلر يلينا بوفينا                      |
| 30 أكتوبر | أوبن نانت أتلانتيك نانت، فرنسا ملعب صلب (indoor) $25،000 قرعة المباريات الفردية والزوجية                                 | كايا كانيبي 6–3، 6–4                                   | ريتشل هوجينكامب                            | برناردا بيرا أولغا يانشوك                    | آنا بلينكوفا ديانا مارسنكفيتشا جيسيكا ماليتشكوفا كوني بيرين                      |
| 30 أكتوبر | أوبن نانت أتلانتيك نانت، فرنسا ملعب صلب (indoor) $25،000 قرعة المباريات الفردية والزوجية                                 | مانو أركانجيولي شيرازاد ريكس 6–2، 6–3                  | ليزلي كيرخوف ميكايلا كرايتشيك              | برناردا بيرا أولغا يانشوك                    | آنا بلينكوفا ديانا مارسنكفيتشا جيسيكا ماليتشكوفا كوني بيرين                      |
| 30 أكتوبر | بولا، إيطاليا ملعب ترابي $25،000 قرعة المباريات الفردية والزوجية                                                         | بولونا هيركوج 6–1، 6–4                                 | كريستينا دينو                              | أمينا أنشبا سارا كاكاريفيتش                  | إليزابيتا كوكسياريتو كاتالينا بيلا بولينا ليكينا فاليريا سولوفيفا                |
| 30 أكتوبر | بولا، إيطاليا ملعب ترابي $25،000 قرعة المباريات الفردية والزوجية                                                         | كلوديا جيوفين كاميلا روساتيلو 6–2، 2–6، [10–7]         | أناستازيا جريمالسكا غانا بوزنيخيرينكو      | أمينا أنشبا سارا كاكاريفيتش                  | إليزابيتا كوكسياريتو كاتالينا بيلا بولينا ليكينا فاليريا سولوفيفا                |
| 30 أكتوبر | سانت كوجات ديل فاليس، إسبانيا ملعب ترابي $25،000 قرعة المباريات الفردية والزوجية                                         | مارتا بايجينا 2–6، 6–4، 6–3                            | أولغا دانيلوفيتش                           | مارتا ليسنياك نيكوليتا داسكالو               | بانا أودفاردي أنستاسيا زاريتشكا جورجينا غارسيا بيريز ريبيكا ماساروفا             |
| 30 أكتوبر | سانت كوجات ديل فاليس، إسبانيا ملعب ترابي $25،000 قرعة المباريات الفردية والزوجية                                         | لويزا ستيفاني ريناتا زارازوا 6–1، 6–4                  | أولغا دانيلوفيتش غيومار مارستاني           | مارتا ليسنياك نيكوليتا داسكالو               | بانا أودفاردي أنستاسيا زاريتشكا جورجينا غارسيا بيريز ريبيكا ماساروفا             |
| 30 أكتوبر | Pereira، كولومبيا ملعب ترابي $15،000 قرعة المباريات الفردية والزوجية                                                     | ماريا فرناندو هيرازو 7–5، 7–5                          | إميلي أبلتون                               | أنستاسيا نيفيدوفا كارلا لوسيرو               | ماريا خوسيه بورتيو راميريز أندريا ويدون باولا أندريا بيريز نوِيليا زيبالوس        |
| 30 أكتوبر | Pereira، كولومبيا ملعب ترابي $15،000 قرعة المباريات الفردية والزوجية                                                     | إميلي أبلتون ماريا فرناندو هيرازو 7–5، 2–6، [10–7]     | كيري كارترايت كاريان بيير لويس             | أنستاسيا نيفيدوفا كارلا لوسيرو               | ماريا خوسيه بورتيو راميريز أندريا ويدون باولا أندريا بيريز نوِيليا زيبالوس        |
| 30 أكتوبر | شرم الشيخ، مصر ملعب صلب $15،000 قرعة المباريات الفردية والزوجية                                                          | نوريا باريزاس دياز 7–5، 3–6، 7–6(7–3)                  | ساندرا سمير                                | جوليا واشاشيك أليس تشيرنيكا                  | أنستاسيا شوشينا مارغو بوفي فيكتوريا مونتين لوسيا برونزيتي                        |
| 30 أكتوبر | شرم الشيخ، مصر ملعب صلب $15،000 قرعة المباريات الفردية والزوجية                                                          | إميلي فرانكتي جوليا واشاشيك 7–6(8–6)، 6–7(5–7)، [10–3] | لينيا مالمكفيست نعومي توتكا                | جوليا واشاشيك أليس تشيرنيكا                  | أنستاسيا شوشينا مارغو بوفي فيكتوريا مونتين لوسيا برونزيتي                        |
| 30 أكتوبر | هيراكليون، اليونان ملعب ترابي $15،000 قرعة المباريات الفردية والزوجية                                                    | ريكا لوكا جاني 6–0، 6–3                                | آنا بوندار                                 | فيديريكا بيلاردو ساتسوكي تاكامورا            | لورا شايدر أنيتا لابوتكوفا أولكساندرا أولينيكوفا أناستاسيا ديتيوك                |
| 30 أكتوبر | هيراكليون، اليونان ملعب ترابي $15،000 قرعة المباريات الفردية والزوجية                                                    | آنا بوندير ريكا لوكا جاني 6–4، 2–6، [10–8]             | إيوانا غاسبار بويانا مارينكوفيتش           | فيديريكا بيلاردو ساتسوكي تاكامورا            | لورا شايدر أنيتا لابوتكوفا أولكساندرا أولينيكوفا أناستاسيا ديتيوك                |
| 30 أكتوبر | بيتانج، لوكسمبورغ ملعب صلب (indoor) $15،000 قرعة المباريات الفردية والزوجية                                              | سفياتلانا بيراژينكا 6–2، 4–6، 6–0                      | شيان إويك                                  | إليونورا مولينارو ماجلي كيمبين               | زينيا كنول جوليا فيكتوريا رينيرت جولي ژيرفيز لينا روفر                           |
| 30 أكتوبر | بيتانج، لوكسمبورغ ملعب صلب (indoor) $15،000 قرعة المباريات الفردية والزوجية                                              | شيان إويك روزالي فان دير هوك 6–2، 4–6، [10–8]          | بريسيلا هايز ديبورا كيرفس                  | إليونورا مولينارو ماجلي كيمبين               | زينيا كنول جوليا فيكتوريا رينيرت جولي ژيرفيز لينا روفر                           |
| 30 أكتوبر | الدار البيضاء، المغرب ملعب ترابي $15،000 قرعة المباريات الفردية والزوجية                                                 | فيكتوريا كان 6–0، 6–3                                  | أوانا جيورجيتا سيميوني                     | كاتارينا هيرينغ ليا تولي                     | سادا ناهيمانا كريستينا آدامسكيو فاسيليسا أبوناسينكو لو بروكو                     |
| 30 أكتوبر | الدار البيضاء، المغرب ملعب ترابي $15،000 قرعة المباريات الفردية والزوجية                                                 | كاتارينا هيرينغ أولغا باريس أزكويتا 7–6(7–4)، 6–2      | فيكتوريا كان ماريا زوتوفا                  | كاتارينا هيرينغ ليا تولي                     | سادا ناهيمانا كريستينا آدامسكيو فاسيليسا أبوناسينكو لو بروكو                     |
| 30 أكتوبر | أسونسيون، باراغواي ملعب ترابي $15،000 قرعة المباريات الفردية والزوجية                                                    | فرانسيسكا جونز 6–3، 7–6(7–0)                           | فرناندا بريتو                              | ناثالي كوراتا تايسا جرانا بيدريتي            | إفانيا مارتينيش ميلاني سولانج كريفوي ستيفاني مارييل بيتيت باربارا غاتيكا         |
| 30 أكتوبر | أسونسيون، باراغواي ملعب ترابي $15،000 قرعة المباريات الفردية والزوجية                                                    | فرناندا بريتو كاميلا جيانجريكو كامبيز 7–6(9–7)، 6–4    | ناثالي كوراتا تايسا جرانا بيدريتي          | ناثالي كوراتا تايسا جرانا بيدريتي            | إفانيا مارتينيش ميلاني سولانج كريفوي ستيفاني مارييل بيتيت باربارا غاتيكا         |
| 30 أكتوبر | ستوكهولم، السويد ملعب صلب (indoor) $15،000 قرعة المباريات الفردية والزوجية نسخة محفوظة 2018-04-29 على موقع واي باك مشين. | كلارا تاوسون 6–3، 6–2                                  | إيكاتيرينا ياشينا                          | أنيت مونوزوفا أندريا كا                      | فيرونيكا ياسمينا فوريش نادييا كولب بولينا غولوبوفسكايا مارينا يودانوف            |
| 30 أكتوبر | ستوكهولم، السويد ملعب صلب (indoor) $15،000 قرعة المباريات الفردية والزوجية نسخة محفوظة 2018-04-29 على موقع واي باك مشين. | ماليني هيلغو فاني أوستلوند Walkover                    | مارينا كولب نادييا كولب                    | أنيت مونوزوفا أندريا كا                      | فيرونيكا ياسمينا فوريش نادييا كولب بولينا غولوبوفسكايا مارينا يودانوف            |
| 30 أكتوبر | الحمامات، تونس ملعب ترابي $15،000 قرعة المباريات الفردية والزوجية                                                        | ميا إكلوند 7–6(7–1)، 6–4                               | ياسمين منصوري                              | فرانشيسكا بولاني بولا بارانياونو             | دوناروزا غوفيرنانتي ليزا بونومار فرانشيسكا سيلا صوفيا إنترت                      |
| 30 أكتوبر | الحمامات، تونس ملعب ترابي $15،000 قرعة المباريات الفردية والزوجية                                                        | أنجيليكا موراتيلي ناتاشا بيلودو 6–2، 7–5               | دومينيك كارغات كارولين روميو               | فرانشيسكا بولاني بولا بارانياونو             | دوناروزا غوفيرنانتي ليزا بونومار فرانشيسكا سيلا صوفيا إنترت                      |
| 30 أكتوبر | أنطاليا، تركيا ملعب ترابي $15،000 قرعة المباريات الفردية والزوجية                                                        | يكاترينا فيشنفسكايا 6–3، 0–6، 7–5                      | ديا إفتيموفا                               | جوليا ستاماتوفا إيما لين                     | كارولينا ألفيس غابرييلا هوراشكوفا ميليس سيزر فيتاليا ستامات                      |
| 30 أكتوبر | أنطاليا، تركيا ملعب ترابي $15،000 قرعة المباريات الفردية والزوجية                                                        | جيمرا أنيل غابرييلا هوراشكوفا 3–6، 6–4، [10–8]         | بولينا باكايتė ميليس سيزر                  | جوليا ستاماتوفا إيما لين                     | كارولينا ألفيس غابرييلا هوراشكوفا ميليس سيزر فيتاليا ستامات                      |
| 30 أكتوبر | سندرلاند، المملكة المتحدة ملعب صلب (indoor) $15،000 قرعة المباريات الفردية والزوجية                                      | مايا لومسدن 6–4، 6–0                                   | فريا كريستي                                | جودي آنا بوراج أليسيا بارنيت                 | لوسي وارنييه تيفاني ويليام آنا ريموندينا إيرين ريتشاردسون                        |
| 30 أكتوبر | سندرلاند، المملكة المتحدة ملعب صلب (indoor) $15،000 قرعة المباريات الفردية والزوجية                                      | إيليني كوردوليمي مايا لومسدن 2–6، 6–2، [11–9]          | أليسيا بارنيت سارة بيث غري                 | جودي آنا بوراج أليسيا بارنيت                 | لوسي وارنييه تيفاني ويليام آنا ريموندينا إيرين ريتشاردسون                        |

### نوفمبر
| الأسبوع   | البطولة | الفائزات                                               | الوصيفات                                   | المتأهلات لنصف النهائي                     | المتأهلات لربع النهائي                                                   |
| --------- | --- | ------------------------------------------------------ | ------------------------------------------ | ------------------------------------------ | ------------------------------------------------------------------------ |
| 6 نوفمبر  | Shenzhen Longhua Open شنجن (الصين)، الصين ملعب صلب $100،000 Singles – Doubles                                                      | كارول تشاو 7–5، 6–2                                    | ليو فانجزو                                 | Zhu Lin تشانغ يوكسوان                      | شاكو أوياما لو جينغجينغ كاتي دان Sun Xuliu                               |
| 6 نوفمبر  | Shenzhen Longhua Open شنجن (الصين)، الصين ملعب صلب $100،000 Singles – Doubles                                                      | جاكلين كاكو نينا ستويانوفيتش 6–4، 6–2                  | شاكو أوياما يانغ زاوكسوان                  | Zhu Lin تشانغ يوكسوان                      | شاكو أوياما لو جينغجينغ كاتي دان Sun Xuliu                               |
| 6 نوفمبر  | Ando Securities Open طوكيو، اليابان ملعب صلب $100،000 Singles – Doubles                                                            | Zhang Shuai 6–4، 6–0                                   | ميهايلا بوزارنيسكو                         | كرامي نارا دلما جالفي                      | جانغ سو جونج جورجيا بريسيا نعومي تشونغ جونري ناميجاتا                    |
| 6 نوفمبر  | Ando Securities Open طوكيو، اليابان ملعب صلب $100،000 Singles – Doubles                                                            | ريكا فوجيوارا يوكي نايتو 6–1، 6–3                      | إري هوزمي جونري ناميجاتا                   | كرامي نارا دلما جالفي                      | جانغ سو جونج جورجيا بريسيا نعومي تشونغ جونري ناميجاتا                    |
| 6 نوفمبر  | Waco Showdown واكو، الولايات المتحدة ملعب صلب $80،000 Singles – Doubles                                                            | تايلور تاونسند 6–3، 2–6، 6–2                           | أجلا توملجانوفيتش                          | صوفيا كينين ريبيكا بيترسون                 | آنا كارولينا شميدلوفا دانييل لاو ألريكك إيكري كايلا داي                  |
| 6 نوفمبر  | Waco Showdown واكو، الولايات المتحدة ملعب صلب $80،000 Singles – Doubles                                                            | صوفيا كينين أناستاسيا كوماردينا 7–5، 5–7، [11–9]       | جيسيكا بيجلا تايلور تاونسند                | صوفيا كينين ريبيكا بيترسون                 | آنا كارولينا شميدلوفا دانييل لاو ألريكك إيكري كايلا داي                  |
| 6 نوفمبر  | بنديجو للنساء الدولية بنديجو، أستراليا ملعب صلب $60،000 فردي – زوجي                                                                | تمارا زيدانسيك 5–7، 6–1، 6–0                           | أوليفيا روجوفسكا                           | أبيجيل تير-أبيسا ماي مينوكوشي              | أرينا روديونوفا تامي باترسون إيزابيل والاس سارا توميك                    |
| 6 نوفمبر  | بنديجو للنساء الدولية بنديجو، أستراليا ملعب صلب $60،000 فردي – زوجي                                                                | أليسون باي زوي هيفز 4–6، 6–4، [10–8]                   | آسيا محمد أرينا روديونوفا                  | أبيجيل تير-أبيسا ماي مينوكوشي              | أرينا روديونوفا تامي باترسون إيزابيل والاس سارا توميك                    |
| 6 نوفمبر  | بونه، الهند ملعب صلب $25،000 قرعة المباريات الفردية والزوجية                                                                       | جاكلين كريستيان 6–3، 1–6، 6–0                          | كارمان كور ثاندي                           | بونياوي ثامشايوات زيل ديساي                | كارين كينيل آنا فيسيلينوفيتش فاليريا ستراخوفا تيريزا ميهاليكوفا          |
| 6 نوفمبر  | بونه، الهند ملعب صلب $25،000 قرعة المباريات الفردية والزوجية                                                                       | جاكلين كريستيان تيريزا ميهاليكوفا 4–6، 6–3، [10–7]     | لي بي-تشي يانا سيزيكوفا                    | بونياوي ثامشايوات زيل ديساي                | كارين كينيل آنا فيسيلينوفيتش فاليريا ستراخوفا تيريزا ميهاليكوفا          |
| 6 نوفمبر  | Aegon GB Pro-Series Shrewsbury شروزبري (المملكة المتحدة)، المملكة المتحدة ملعب صلب (داخلي) $25،000 قرعة المباريات الفردية والزوجية | آنا لينا فريدسام 6–4، 6–2                              | ليزلي كيرخوف                               | مارينا ميلنيكوفا كاثينكا فون ديكمان        | إيدن سيلفا بيمرا أوزجن تيس سوغنو سامانثا موراي                           |
| 6 نوفمبر  | Aegon GB Pro-Series Shrewsbury شروزبري (المملكة المتحدة)، المملكة المتحدة ملعب صلب (داخلي) $25،000 قرعة المباريات الفردية والزوجية | فريا كريستي هارييت دارت 3–6، 6–4، [10–6]               | مايا لومسدن كاتي سوان                      | مارينا ميلنيكوفا كاثينكا فون ديكمان        | إيدن سيلفا بيمرا أوزجن تيس سوغنو سامانثا موراي                           |
| 6 نوفمبر  | كوكوتا، كولومبيا ملعب ترابي $15،000 قرعة المباريات الفردية والزوجية                                                                | ماريا فرناندا هيرازو 6–2، 6–2                          | أنستاسيا نيفيدوفا                          | ماريا كاميلا أوسوريو سيرانو نويليا زيبالوس | أندريا ويدون ماري كلوس كارلا لوسيرو صوفيا مونييرا سانشيز                 |
| 6 نوفمبر  | كوكوتا، كولومبيا ملعب ترابي $15،000 قرعة المباريات الفردية والزوجية                                                                | إميلي أبلتون ماريا خوسيه بورتييو راميريز 6–3، 7–6(7–2) | صوفيا مونييرا سانشيز نويليا زيبالوس        | ماريا كاميلا أوسوريو سيرانو نويليا زيبالوس | أندريا ويدون ماري كلوس كارلا لوسيرو صوفيا مونييرا سانشيز                 |
| 6 نوفمبر  | شرم الشيخ، مصر ملعب صلب $15،000 قرعة المباريات الفردية والزوجية                                                                    | لوسيا برونزيتي 6–1، 6–2                                | جوليا وواتشاك                              | ناستجا كولار بربارا بونيك                  | أناستاسيا شوشينا جاكلين كاباج أواد أرينا غابريلا فاسيليسو رومي كولزر     |
| 6 نوفمبر  | شرم الشيخ، مصر ملعب صلب $15،000 قرعة المباريات الفردية والزوجية                                                                    | رومي كولزر جوليا وواتشاك 6–3، 7–5                      | باولينا تشارنيك وانغ داني                  | ناستجا كولار بربارا بونيك                  | أناستاسيا شوشينا جاكلين كاباج أواد أرينا غابريلا فاسيليسو رومي كولزر     |
| 6 نوفمبر  | هيراكليون، اليونان ملعب ترابي $15،000 قرعة المباريات الفردية والزوجية                                                              | إيرينا رامياليسون 6–1، 6–4                             | يلينا إن-ألبون                             | لورا شيدر تايسيا مورديرجر                  | مارليس زوبر ليزا سابينو إيوانا جاسبار يانا مورديرجر                      |
| 6 نوفمبر  | هيراكليون، اليونان ملعب ترابي $15،000 قرعة المباريات الفردية والزوجية                                                              | مانا أيوكاوا يلينا إن-ألبون 6–4، 6–3                   | فرانتزيسكا كومر لورا شيدر                  | لورا شيدر تايسيا مورديرجر                  | مارليس زوبر ليزا سابينو إيوانا جاسبار يانا مورديرجر                      |
| 6 نوفمبر  | Internazionali Tennis Val Gardena Südtirol أورتيزي، إيطاليا ملعب صلب (داخلية) $15،000 قرعة المباريات الفردية والزوجية              | فيديريكا دي ساررا 6–1، 6–3                             | ألينا سيليتش                               | فيرينا هوفر هيلين شولسن                    | فندولا زوفينكوفا كاترينا فانكوفا كاميلا سكالا ستيفانيا روبيني            |
| 6 نوفمبر  | Internazionali Tennis Val Gardena Südtirol أورتيزي، إيطاليا ملعب صلب (داخلية) $15،000 قرعة المباريات الفردية والزوجية              | هيلين شولسن ألينا سيليتش 6–3، 7–5                      | ألينا فومينا إيكاترينا كازيونوفا           | فيرينا هوفر هيلين شولسن                    | فندولا زوفينكوفا كاترينا فانكوفا كاميلا سكالا ستيفانيا روبيني            |
| 6 نوفمبر  | بني ملال، المغرب ملعب ترابي $15،000 قرعة المباريات الفردية والزوجية                                                                | فيكتوريا كان 6–3، 6–7(1–7)، 6–1                        | فيديريكا أرتشيديكونو                       | إرينا براء كريستينا أداميسكو               | نوريا برانكاشيو بيا كونينغ ميريانة تونا أوانا جيورجيتا سيميون            |
| 6 نوفمبر  | بني ملال، المغرب ملعب ترابي $15،000 قرعة المباريات الفردية والزوجية                                                                | ماريانا درازيتيش أوانا جيورجيتا سيميون 6–4، 6–2        | فيديريكا أرتشيديكونو أولغا باريس أزكوئيتيا | إرينا براء كريستينا أداميسكو               | نوريا برانكاشيو بيا كونينغ ميريانة تونا أوانا جيورجيتا سيميون            |
| 6 نوفمبر  | إنكارناسيون، باراغواي ملعب ترابي $15،000 قرعة المباريات الفردية والزوجية                                                           | كاميلا جيانجريكو كامبيز 6–4، 6–2                       | ناتالي كوراتا                              | باربارا غاتيكا ستيفاني مريل بيتي           | يوجينيا جانغا ميلاني سولانجي كريواج إيفانيا مارتينيش تيسا غرانا بيدريتي  |
| 6 نوفمبر  | إنكارناسيون، باراغواي ملعب ترابي $15،000 قرعة المباريات الفردية والزوجية                                                           | لارا إسكاوريزا باربارا غاتيكا 6–4، 6–4                 | ناتالي كوراتا تيسا غرانا بيدريتي           | باربارا غاتيكا ستيفاني مريل بيتي           | يوجينيا جانغا ميلاني سولانجي كريواج إيفانيا مارتينيش تيسا غرانا بيدريتي  |
| 6 نوفمبر  | بني العروس، إسبانيا ملعب ترابي $15،000 قرعة المباريات الفردية والزوجية                                                             | إيرين بوريليو إسكوريغيلا 6–2، 7–5                      | مريام بيانكا بولغارو                       | ميسا إجوشي إيفا غيريرو ألفاريز             | كاتالينا بيلا بانا أودفاردي جيومار مارستاني سيون مينديز                  |
| 6 نوفمبر  | بني العروس، إسبانيا ملعب ترابي $15،000 قرعة المباريات الفردية والزوجية                                                             | ميسا إجوشي أكيكو أوميه 6–2، 6–2                        | سنيهاديفي ريدي شارلوت رومر                 | ميسا إجوشي إيفا غيريرو ألفاريز             | كاتالينا بيلا بانا أودفاردي جيومار مارستاني سيون مينديز                  |
| 6 نوفمبر  | حمامات، تونس ملعب ترابي $15،000 قرعة المباريات الفردية والزوجية                                                                    | غايا سانسي 6–3، 6–0                                    | ماري بينوا                                 | سيندي برغر أناستازيا جريمالسكا             | أنستاسيا فيدوريشين غيورغيا ماركيتي أنجليكا موراتيللي تمارا تشروفيتش      |
| 6 نوفمبر  | حمامات، تونس ملعب ترابي $15،000 قرعة المباريات الفردية والزوجية                                                                    | تمارا تشروفيتش ليزا بونومار 6–4، 7–6(9–7)              | أناستازيا جريمالسكا غيورغيا ماركيتي        | سيندي برغر أناستازيا جريمالسكا             | أنستاسيا فيدوريشين غيورغيا ماركيتي أنجليكا موراتيللي تمارا تشروفيتش      |
| 6 نوفمبر  | أنطاليا، تركيا ملعب ترابي $15،000 قرعة المباريات الفردية والزوجية                                                                  | نيكوليتا داسكالو 7–5، 6–3                              | كارولينا ألفيس                             | داريا نازاركينا جورجيا كراسيون             | مارتا بيجينا فيرينا ميليس ليزا ماتفيينكو ديا إفتيموفا                    |
| 6 نوفمبر  | أنطاليا، تركيا ملعب ترابي $15،000 قرعة المباريات الفردية والزوجية                                                                  | فيتاليا ستامات يكاترينا فيشنيفسكايا 6–3، 7–5           | إيبك أوز غابرييلا بانوتشكوفا               | داريا نازاركينا جورجيا كراسيون             | مارتا بيجينا فيرينا ميليس ليزا ماتفيينكو ديا إفتيموفا                    |
| 13 نوفمبر | Dunlop World Challenge تويوتا، اليابان Carpet (indoor) $60،000+H الفردي - الزوجي                                                   | ميهايلا بوزارنيسكو 6–0، 6–1                            | تمارا زيدانسيك                             | لو جياجينغ جونري ناميجاتا                  | Haruka Kaji Laura Robson Miharu Imanishi دلما جالفي                      |
| 13 نوفمبر | Dunlop World Challenge تويوتا، اليابان Carpet (indoor) $60،000+H الفردي - الزوجي                                                   | كسينيا ليكينا جونري ناميجاتا 3–6، 6–3، [10–4]          | نيشا ليرتبيتاكسينتشاي بينجتارن بليبويتش    | لو جياجينغ جونري ناميجاتا                  | Haruka Kaji Laura Robson Miharu Imanishi دلما جالفي                      |
| 13 نوفمبر | زوادا، بولندا Carpet (indoor) $25،000 قرعة المباريات الفردية والزوجية نسخة محفوظة 2017-10-20 على موقع واي باك مشين.                | ديبورا كيزا 6–2، 4–6، 6–4                              | كاتارزينا بيتر                             | Maja Chwalińska كاثينكا فون ديكمان         | سارة بيث غري بيبيان ويجيرس Olga Ianchuk فاليريا سافينيخ                  |
| 13 نوفمبر | زوادا، بولندا Carpet (indoor) $25،000 قرعة المباريات الفردية والزوجية نسخة محفوظة 2017-10-20 على موقع واي باك مشين.                | تينا لوكاس Kateřina Vaňková 6–4، 3–6، [10–4]           | Weronika Jaśmina Foryś Nika Shytkouskaya   | Maja Chwalińska كاثينكا فون ديكمان         | سارة بيث غري بيبيان ويجيرس Olga Ianchuk فاليريا سافينيخ                  |
| 13 نوفمبر | دكار، السنغال ملعب صلب $25،000 قرعة المباريات الفردية والزوجية                                                                     | فالنتيني جراماتيكوبولو 6–0، 7–6(7–1)                   | شانيل سيموندز                              | ميلاني ستوك جورجينا غارسيا بيريز           | كوني بيرين لورا بيجوسي آنا فيسيلينوفيتش كاتي سوان                        |
| 13 نوفمبر | دكار، السنغال ملعب صلب $25،000 قرعة المباريات الفردية والزوجية                                                                     | يانا سيزيكوفا آنا فيسيلينوفيتش 6–3، 6–3                | فالنتيني جراماتيكوبولو روزالي فان دير هوك  | ميلاني ستوك جورجينا غارسيا بيريز           | كوني بيرين لورا بيجوسي آنا فيسيلينوفيتش كاتي سوان                        |
| 13 نوفمبر | نورمان، الولايات المتحدة ملعب صلب 25،000 دولار قرعة المباريات الفردية والزوجية                                                     | دانيال كولينز 1–6، 6–3، 6–4                            | ساتشيا فيكري                               | صوفيا كينين ماريا سانشيز                   | كلير ليو ألريكك إيكري ميكايلا أونتشوفا كيارا شول                         |
| 13 نوفمبر | نورمان، الولايات المتحدة ملعب صلب 25،000 دولار قرعة المباريات الفردية والزوجية                                                     | تامارين هندلر كيارا شول 3–6، 6–3، [10–6]               | ماريا سانشيز كيتلين ووريسكي                | صوفيا كينين ماريا سانشيز                   | كلير ليو ألريكك إيكري ميكايلا أونتشوفا كيارا شول                         |
| 13 نوفمبر | شرم الشيخ، مصر ملعب صلب 15،000 دولار قرعة المباريات الفردية والزوجية                                                               | بيمرا أوزجن 6–4، 6–2                                   | شاليمار تالبي                              | أرليندا راشتيتي كليمانس فايول              | باربرا بونيك جودي آنا بوراج جاكلين كاباج أواد ديبورا كيرفس               |
| 13 نوفمبر | شرم الشيخ، مصر ملعب صلب 15،000 دولار قرعة المباريات الفردية والزوجية                                                               | جودي آنا بوراج فريا كريستي 7–5، 3–6، [13–11]           | ليني مالكفيست بارك سانج هي                 | أرليندا راشتيتي كليمانس فايول              | باربرا بونيك جودي آنا بوراج جاكلين كاباج أواد ديبورا كيرفس               |
| 13 نوفمبر | آفا أوبن هلسنكي، فنلندا ملعب صلب (داخلي) 15،000 دولار قرعة المباريات الفردية والزوجية                                              | إيدن سيلفا 6–3، 1–6، 7–5                               | تيس سوغنيو                                 | كارينا سركيسوفا أنستاسيا كوليكوفا          | إيكاترينا كازيونوفا سمر ياردلي مارغو بوفي كارين بريتزا                   |
| 13 نوفمبر | آفا أوبن هلسنكي، فنلندا ملعب صلب (داخلي) 15،000 دولار قرعة المباريات الفردية والزوجية                                              | نعيمة كاراموكو تيس سجنو 7–5، 6–2                       | أنستاسيا كوليكوفا إيلينا ماليجينا          | كارينا سركيسوفا أنستاسيا كوليكوفا          | إيكاترينا كازيونوفا سمر ياردلي مارغو بوفي كارين بريتزا                   |
| 13 نوفمبر | هرقلية، اليونان ملعب ترابي $15،000 قرعة المباريات الفردية والزوجية                                                                 | تييسيا مورديرجر 7–5، 6–2                               | أنستاسيا ديتسوك                            | إيوانا جاسبار أندريا أماليا روسكا          | كيارا جريم ألكساندرا بيربر يانا مورديرجر بويانا مارينكوفيتش              |
| 13 نوفمبر | هرقلية، اليونان ملعب ترابي $15،000 قرعة المباريات الفردية والزوجية                                                                 | تييسيا مورديرجر يانا مورديرجر 6–2، 7–6(9–7)            | أنستاسيا ديتسوك إلينا نيبيلي               | إيوانا جاسبار أندريا أماليا روسكا          | كيارا جريم ألكساندرا بيربر يانا مورديرجر بويانا مارينكوفيتش              |
| 13 نوفمبر | أكادير، المغرب ملعب ترابي $15،000 قرعة المباريات الفردية والزوجية                                                                  | أوانا جيورجيتا سيميون 6–4، 6–1                         | كريستينا أدامسكو                           | نوريا برانكاشيو بيا كونينغ                 | غييرمينا نايا إيزابيلا جابرييلا نوفاك فديريكا أرسيديكانو جيسيكا كريفيلتو |
| 13 نوفمبر | أكادير، المغرب ملعب ترابي $15،000 قرعة المباريات الفردية والزوجية                                                                  | بيا كونينغ ميريانا تونا 4–6، 7–6(7–5)، [10–8]          | ماريانا درازيتش أوانا جيورجيتا سيميون      | نوريا برانكاشيو بيا كونينغ                 | غييرمينا نايا إيزابيلا جابرييلا نوفاك فديريكا أرسيديكانو جيسيكا كريفيلتو |
| 13 نوفمبر | أوسلو، النرويج ملعب صلب (indoor) $15،000 قرعة المباريات الفردية والزوجية                                                           | ليوني كونغ 6–4، 6–4                                    | سيمونا والترت                              | يكاترينا ياشينا ماليني هيلغو               | ألكسندرا بيسكون مارتينا كولمينيا إيفا بريموراك هيلين شولسن               |
| 13 نوفمبر | أوسلو، النرويج ملعب صلب (indoor) $15،000 قرعة المباريات الفردية والزوجية                                                           | ليوني كونغ شالين-دورين بيبا 6–4، 5–7، [10–3]           | إينا كاوفينغر أنيت مونوزوفا                | يكاترينا ياشينا ماليني هيلغو               | ألكسندرا بيسكون مارتينا كولمينيا إيفا بريموراك هيلين شولسن               |
| 13 نوفمبر | بينايكارلو، إسبانيا ملعب ترابي $15،000 قرعة المباريات الفردية والزوجية                                                             | فيفيان يوهاتسوفا 6–1، 6–2                              | إيناس إيبو                                 | إيرين بورييو إسكوريهويلا إيكاترين جورجودزي | ميسا إجوشي كسينيا شاريفا إيفون كافالي ريميرز كارولين فيرنر               |
| 13 نوفمبر | بينايكارلو، إسبانيا ملعب ترابي $15،000 قرعة المباريات الفردية والزوجية                                                             | نولييا بوزو زانوتي أنخليس مورينو بارانكيرو 6–3، 6–4    | كريستينا بوكشا إليكسان ليشيميا             | إيرين بورييو إسكوريهويلا إيكاترين جورجودزي | ميسا إجوشي كسينيا شاريفا إيفون كافالي ريميرز كارولين فيرنر               |
| 13 نوفمبر | الحمامات، تونس ملعب ترابي $15،000 قرعة المباريات الفردية والزوجية                                                                  | غايا سانيسي 6–3، 6–4                                   | فارفارا غراتشيفا                           | ميريام بيوركلاند غيورغيا ماركيتي           | شيراز بشري ليزا بونومار إلين جينوفيسي أنستاسيا فيدوريشين                 |
| 13 نوفمبر | الحمامات، تونس ملعب ترابي $15،000 قرعة المباريات الفردية والزوجية                                                                  | ميريام بيوركلاند ليكسي ستيفنز 6–3، 6–0                 | بياتريس لومباردو غايا سكورشلوبي            | ميريام بيوركلاند غيورغيا ماركيتي           | شيراز بشري ليزا بونومار إلين جينوفيسي أنستاسيا فيدوريشين                 |
| 13 نوفمبر | أنطاليا، تركيا ملعب ترابي $15،000 قرعة المباريات الفردية والزوجية                                                                  | ليزا ماتفيينكو 6–3، 1–6، 7–5                           | ماغدالينا بانتوتشوفا                       | إيلونا جورجيانا غيوروي أنجيليكا إيسايفا    | جورجيا كراجين دانييلا فوكوفيتش إيبك أوز أندريا غيتيسكو                   |
| 13 نوفمبر | أنطاليا، تركيا ملعب ترابي $15،000 قرعة المباريات الفردية والزوجية                                                                  | إيبك أوز ميليس سيزر 3–6، 7–5، [14–12]                  | بولينا باخموتكينا ماغدالينا بانتوتشوفا     | إيلونا جورجيانا غيوروي أنجيليكا إيسايفا    | جورجيا كراجين دانييلا فوكوفيتش إيبك أوز أندريا غيتيسكو                   |
| 20 نوفمبر | بلنسية، إسبانيا ملعب ترابي $25،000+H قرعة المباريات الفردية والزوجية                                                               | إرينا براء 5–7، 6–4، 6–0                               | أولغا دانيلوفيتش                           | أندريا غاميز سيلفيا سولير إسبينوزا         | ماري بينوا جوليا جاتو مونتيكوني أولغا سايز لارّا جورجينا غارسيا بيريز     |
| 20 نوفمبر | بلنسية، إسبانيا ملعب ترابي $25،000+H قرعة المباريات الفردية والزوجية                                                               | كريستينا بوكشا يانا سيزيكوفا 7–6(7–1)، 7–6(7–5)        | أندريا غاميز جورجينا غارسيا بيريز          | أندريا غاميز سيلفيا سولير إسبينوزا         | ماري بينوا جوليا جاتو مونتيكوني أولغا سايز لارّا جورجينا غارسيا بيريز     |
| 20 نوفمبر | مينسك، بيلاروسيا ملعب صلب (indoor) $15،000 قرعة المباريات الفردية والزوجية                                                         | مانو أركانجيولي 6–7(2–7)، 6–3، 6–2                     | يوليا هاتوكا                               | نيكا شيتكاوسكايا داريا كروجكوفا            | آنا كوباريفا فلادا كوفال نادييا كولب كاتيارينا بولينكا                   |
| 20 نوفمبر | مينسك، بيلاروسيا ملعب صلب (indoor) $15،000 قرعة المباريات الفردية والزوجية                                                         | مارينا كولب نادييا كولب 5–7، 6–4، [10–7]               | مانو أركانجيولي ألينا تاراسوفا             | نيكا شيتكاوسكايا داريا كروجكوفا            | آنا كوباريفا فلادا كوفال نادييا كولب كاتيارينا بولينكا                   |
| 20 نوفمبر | شرم الشيخ، مصر ملعب صلب $15،000 قرعة المباريات الفردية والزوجية                                                                    | بيمرا أوزجن 6–2، 6–2                                   | بربارا بونيتش                              | كومي سو جودي أنا بوراج                     | لينيا مالمكفيست جيادا كليريتشي شاليمار تالبي كليمانس فايل                |
| 20 نوفمبر | شرم الشيخ، مصر ملعب صلب $15،000 قرعة المباريات الفردية والزوجية                                                                    | جودي أنا بوراج فريا كريستي 6–4، 7–5                    | واتشيل ساواسدي شانيكارن سيلاكل             | كومي سو جودي أنا بوراج                     | لينيا مالمكفيست جيادا كليريتشي شاليمار تالبي كليمانس فايل                |
| 20 نوفمبر | هيراكليون، اليونان ملعب ترابي $15،000 قرعة المباريات الفردية والزوجية                                                              | ليزا سابينو 2–6، 6–2، 6–1                              | فلادا إكشيباروفا                           | ألكسندرا بيربر أندريا أماليا روشكا         | أوانا جافرالا يانا موردير إيفانا توب تشيتش غابرييلا دوكا                 |
| 20 نوفمبر | هيراكليون، اليونان ملعب ترابي $15،000 قرعة المباريات الفردية والزوجية                                                              | تايسيا موردير يانا موردير 6–4، 3–6، [10–8]             | غابرييلا دوكا أوانا جافرالا                | ألكسندرا بيربر أندريا أماليا روشكا         | أوانا جافرالا يانا موردير إيفانا توب تشيتش غابرييلا دوكا                 |
| 20 نوفمبر | ستيلينبوش، جنوب أفريقيا ملعب صلب $15،000 قرعة المباريات الفردية والزوجية                                                           | شانيل سيموندز 6–1، 6–0                                 | نعومي توتكا                                | نينا ستادلر ليوني كونغ                     | بيترا يانوسكوفا آنا بريبيلوفا مانا أيوكاوا أناستاسيا بريبيلوفا           |
| 20 نوفمبر | ستيلينبوش، جنوب أفريقيا ملعب صلب $15،000 قرعة المباريات الفردية والزوجية                                                           | مانا أيوكاوا شانيل سيموندز 6–2، 6–2                    | أليشا بارنيت نينا ستادلر                   | نينا ستادلر ليوني كونغ                     | بيترا يانوسكوفا آنا بريبيلوفا مانا أيوكاوا أناستاسيا بريبيلوفا           |
| 20 نوفمبر | الحمامات، تونس ملعب ترابي $15،000 قرعة المباريات الفردية والزوجية                                                                  | فارفارا غراتشيفا 6–4، 7–6(7–1)                         | فيونا فيرو                                 | يلينا سيميتش غايا سانيسي                   | إينيس مورتا فيرونيكا إرغافيك أليس راميه داريا لوديكوفا                   |
| 20 نوفمبر | الحمامات، تونس ملعب ترابي $15،000 قرعة المباريات الفردية والزوجية                                                                  | إينيس مورتا يلينا سيميتش 7–5، 5–7، [10–7]              | يوليا كوليكوفا دينيس-أنتونيلا ستويكا       | يلينا سيميتش غايا سانيسي                   | إينيس مورتا فيرونيكا إرغافيك أليس راميه داريا لوديكوفا                   |
| 20 نوفمبر | أنطاليا، تركيا ملعب ترابي $15،000 قرعة المباريات الفردية والزوجية                                                                  | مارينا تشيرنيشوفا 3–6، 7–5، 6–0                        | ديا إفتيموفا                               | إليسا فانلانغندونك ليزا ماتفيينكو          | أليكسا بيروك ماغدالينا بانتوشكوفا جيبريلا ميهايلوفا ميليس سيزر           |
| 20 نوفمبر | أنطاليا، تركيا ملعب ترابي $15،000 قرعة المباريات الفردية والزوجية                                                                  | مارينا تشيرنيشوفا سفيتلانا بيرازينكا 6–4، 6–1          | ديا إفتيموفا ريكا لوكا جاني                | إليسا فانلانغندونك ليزا ماتفيينكو          | أليكسا بيروك ماغدالينا بانتوشكوفا جيبريلا ميهايلوفا ميليس سيزر           |
| 27 نوفمبر | كتاندوفا، البرازيل ملعب ترابي $15،000 قرعة المباريات الفردية والزوجية                                                              | ناتالي كوراتا 6–1، 6–4                                 | إدواردا بياي                               | ماديسون بورغينيون كارلا لوتشيرو            | صوفيا لوني ريبيكا بيريرا جيوفانا توميتا ألكسندرا فيريرا دا سيلفا         |
| 27 نوفمبر | كتاندوفا، البرازيل ملعب ترابي $15،000 قرعة المباريات الفردية والزوجية                                                              | ناتالي كوراتا إدواردا بياي 6–2، 6–3                    | ميلينا فيريرو صوفيا لوني                   | ماديسون بورغينيون كارلا لوتشيرو            | صوفيا لوني ريبيكا بيريرا جيوفانا توميتا ألكسندرا فيريرا دا سيلفا         |
| 27 نوفمبر | سانتياغو، تشيلي ملعب ترابي $15،000 قرعة المباريات الفردية والزوجية                                                                 | أناستازيا بيفوفاروفا 6–2، 4–6، 6–3                     | فرناندا بريتو                              | كيارا شول آنا صوفيا سانشيز                 | ستيفاني مارييل بيتيت مارسيلا زكرياس كارولينا ألفيس نولييا زيبالوس        |
| 27 نوفمبر | سانتياغو، تشيلي ملعب ترابي $15،000 قرعة المباريات الفردية والزوجية                                                                 | كيارا شول مارسيلا زكرياس 7–6(7–2)، 4–6، [10–6]         | إيجينيا جانغا ميلاني سولانج كريوج          | كيارا شول آنا صوفيا سانشيز                 | ستيفاني مارييل بيتيت مارسيلا زكرياس كارولينا ألفيس نولييا زيبالوس        |
| 27 نوفمبر | ميلوفيتسه، جمهورية التشيك ملعب صلب (indoor) $15،000 قرعة المباريات الفردية والزوجية                                                | ميريام كولودجييوفا 6–3، 6–3                            | مانو أركانجيولي                            | إميلي فرانساتي ديانا شوموفا                | إيدن سيلفا كاترينا فانكوفا باربورا ستيفكوفا لينا روبيرت                  |
| 27 نوفمبر | ميلوفيتسه، جمهورية التشيك ملعب صلب (indoor) $15،000 قرعة المباريات الفردية والزوجية                                                | يانا جابلونوفسكا لينا رييفر 6–1، 6–3                   | مارينا كولب نادية كولب                     | إميلي فرانساتي ديانا شوموفا                | إيدن سيلفا كاترينا فانكوفا باربورا ستيفكوفا لينا روبيرت                  |
| 27 نوفمبر | مانتا، الإكوادور ملعب صلب $15،000 قرعة المباريات الفردية والزوجية                                                                  | ماريا فرنندا هيرازو 6–3، 6–0                           | أندريا ويدون                               | نيكا كوخارچوك مارجو بوفي                   | يوسلايديس سميث دياس ستيفاني نمتسوفا صوفيا سوينج أكيلا جيمس               |
| 27 نوفمبر | مانتا، الإكوادور ملعب صلب $15،000 قرعة المباريات الفردية والزوجية                                                                  | ماريا خوسيه بورتيو راميريز صوفيا سوينج 6–1، 6–3        | إميلي أبلتون ماريا فرناندا هيرازو          | نيكا كوخارچوك مارجو بوفي                   | يوسلايديس سميث دياس ستيفاني نمتسوفا صوفيا سوينج أكيلا جيمس               |
| 27 نوفمبر | القاهرة، مصر ملعب ترابي $15،000 قرعة المباريات الفردية والزوجية                                                                    | ساندرا سمير 6–4، 6–1                                   | ناستجا كولار                               | بويانا مارينكوفيتش ميلاني كلافنير          | كارولين روميو كارولينا كوبانوفا يلينا ستويانوفيتش أرينينا ڤاسيليسك       |
| 27 نوفمبر | القاهرة، مصر ملعب ترابي $15،000 قرعة المباريات الفردية والزوجية                                                                    | ريو كيتاجاوا ناستجا كولار 6–2، 4–6، [10–4]             | أنيك ملجرس أرينينا ڤاسيليسك                | بويانا مارينكوفيتش ميلاني كلافنير          | كارولين روميو كارولينا كوبانوفا يلينا ستويانوفيتش أرينينا ڤاسيليسك       |
| 27 نوفمبر | إندور، الهند ملعب صلب $15،000 قرعة المباريات الفردية والزوجية                                                                      | أولغا دوروشينا 7–6(8–6)، 6–2                           | آنا فيسيلينوفيتش                           | مهاك جاين برانجالا يادلابالي               | ديا هردجلاش بونيواي ثامشايوات ألبينا خابيبولينا شو تشينغ ون              |
| 27 نوفمبر | إندور، الهند ملعب صلب $15،000 قرعة المباريات الفردية والزوجية                                                                      | ديا هردجلاش شو تشينغ ون 6–2، 6–1                       | ألبينا خابيبولينا كسينيا ألكان             | مهاك جاين برانجالا يادلابالي               | ديا هردجلاش بونيواي ثامشايوات ألبينا خابيبولينا شو تشينغ ون              |
| 27 نوفمبر | ستيلينبوش، جنوب أفريقيا ملعب صلب $15،000 قرعة المباريات الفردية والزوجية                                                           | سلمى إوينج 4–6، 6–4، 6–4                               | شانيل سيموندز                              | لو أدلر نينا ستادلر                        | إميلي لينده ليوني كونغ مونيكا روبنسون أنستازيا بريبلوفا                  |
| 27 نوفمبر | ستيلينبوش، جنوب أفريقيا ملعب صلب $15،000 قرعة المباريات الفردية والزوجية                                                           | مانا أيوكاوا شانيل سيموندز 7–6(7–3)، 6–3               | بترا يانوسكوفا مادلين كوبلت                | لو أدلر نينا ستادلر                        | إميلي لينده ليوني كونغ مونيكا روبنسون أنستازيا بريبلوفا                  |
| 27 نوفمبر | قشتالة، إسبانيا ملعب ترابي $15،000 قرعة المباريات الفردية والزوجية                                                                 | إيكاترين جورجودزي 6–0، 3–6، 6–1                        | إستريلا كابيزا كانديلا                     | إيزابيل والاس تيساه أندريانجافيتريمو       | كلوديا هوستي فيرير شارلوت رومير كريستينا بوكشا روزا فيسينس ماس           |
| 27 نوفمبر | قشتالة، إسبانيا ملعب ترابي $15،000 قرعة المباريات الفردية والزوجية                                                                 | إيفون كافالي ريميرز لويزا ستيفاني 6–3، 6–1             | رين جياكي وانغ شي يو                       | إيزابيل والاس تيساه أندريانجافيتريمو       | كلوديا هوستي فيرير شارلوت رومير كريستينا بوكشا روزا فيسينس ماس           |
| 27 نوفمبر | الحمامات، تونس ملعب ترابي $15،000 قرعة المباريات الفردية والزوجية                                                                  | أليس راميه 6–2، 6–4                                    | جايد سوفريين                               | فيرونيكا إيرجافيتش يلينا سيميتش            | ماري بينوا فاطمة النبهاني آنا ريموندينا أنستازيا نيفيدوفا                |
| 27 نوفمبر | الحمامات، تونس ملعب ترابي $15،000 قرعة المباريات الفردية والزوجية                                                                  | آنا ريموندينا ميرايانا تونا 6–3، 6–4                   | يلينا سيميتش جايد سوفريين                  | فيرونيكا إيرجافيتش يلينا سيميتش            | ماري بينوا فاطمة النبهاني آنا ريموندينا أنستازيا نيفيدوفا                |
| 27 نوفمبر | أنطاليا، تركيا ملعب ترابي $15،000 قرعة المباريات الفردية والزوجية                                                                  | مارينا تشيرنيشوفا 6–4، 6–4                             | أمينة أنشبا                                | أيلا أكسو ساتسوكي تاكامورا                 | آنا بوندار بيا كونينغ ألينا سيليش ريكا لوكا جاني                         |
| 27 نوفمبر | أنطاليا، تركيا ملعب ترابي $15،000 قرعة المباريات الفردية والزوجية                                                                  | تشيهيرو موراماتسو ميليس سيزر 6–1، 6–4                  | بيا كونينغ ألينا سيليش                     | أيلا أكسو ساتسوكي تاكامورا                 | آنا بوندار بيا كونينغ ألينا سيليش ريكا لوكا جاني                         |

### ديسمبر
| الأسبوع   | البطولة                                                                                   | الفائزات                                              | الوصيفات                                  | المتأهلات لنصف النهائي                      | المتأهلات لربع النهائي                                                  |
| --------- | ----------------------------------------------------------------------------------------- | ----------------------------------------------------- | ----------------------------------------- | ------------------------------------------- | ----------------------------------------------------------------------- |
| 4 ديسمبر  | سانتياغو، تشيلي ملعب ترابي $25،000 قرعة المباريات الفردية والزوجية                        | كيارا شول 6–3، 6–2                                    | مارسيلا زكرياس                            | فرناندا بريتو تامارين هندلر                 | ماريا فيرناندا هيرازو باربرا غاتيكا مونتسيرات غونزاليس آنا صوفيا سانشيز |
| 4 ديسمبر  | سانتياغو، تشيلي ملعب ترابي $25،000 قرعة المباريات الفردية والزوجية                        | تامارين هندلر أناستازيا بيفوفاروفا 7–5، 6–2           | كارولينا ألفيس آنا صوفيا سانشيز           | فرناندا بريتو تامارين هندلر                 | ماريا فيرناندا هيرازو باربرا غاتيكا مونتسيرات غونزاليس آنا صوفيا سانشيز |
| 4 ديسمبر  | نوليس، إسبانيا ملعب ترابي $25،000 قرعة المباريات الفردية والزوجية                         | إيزابيل والاس 6–1، 4–6، 6–3                           | تيساه أندريانجافيتريمو                    | إيكاترين جورجودزي سيلفيا سولير إسبينوزا     | إستريلا كابيزا كانديلا ألريكك إيكري إيلينا غابرييلا روس سيندي برغر      |
| 4 ديسمبر  | نوليس، إسبانيا ملعب ترابي $25،000 قرعة المباريات الفردية والزوجية                         | شارلوت رومر أولغا سايز لاررا 2–6، 6–1، [10–7]         | سيندي برغر يانا سيزيكوفا                  | إيكاترين جورجودزي سيلفيا سولير إسبينوزا     | إستريلا كابيزا كانديلا ألريكك إيكري إيلينا غابرييلا روس سيندي برغر      |
| 4 ديسمبر  | يابلونتس ناد نيسو، جمهورية التشيك Carpet (indoor) $15،000 قرعة المباريات الفردية والزوجية | مريم كولودجييوفا 6–3، 6–4                             | سوزان بانديتشي                            | إيدن سيلفا أرليندا روشتي                    | تيريزا يانكوفسكا ألينا فومينا مارتا لِسْنياك أليس ماتيوكسي                |
| 4 ديسمبر  | يابلونتس ناد نيسو، جمهورية التشيك Carpet (indoor) $15،000 قرعة المباريات الفردية والزوجية | داغمار دودلاكوفا جوانا زافادزكا 0–6، 6–3، [12–10]     | أنيتا كلاديوفا فيندولا زوفينكوفا          | إيدن سيلفا أرليندا روشتي                    | تيريزا يانكوفسكا ألينا فومينا مارتا لِسْنياك أليس ماتيوكسي                |
| 4 ديسمبر  | غواياكيل، الإكوادور ملعب صلب $15،000 قرعة المباريات الفردية والزوجية                      | نيكا كوكارشوك 6–0، 2–6، 6–2                           | صوفيا سيوينغ                              | دومينيك شيفر أوغوستينا تشلباك               | مارغو بوفي إميلي أبلتون أندريا ريني فيلاريل كاميلا روميرو               |
| 4 ديسمبر  | غواياكيل، الإكوادور ملعب صلب $15،000 قرعة المباريات الفردية والزوجية                      | ماريا خوسيه بورتيو راميريز صوفيا سيوينغ 7–5، 6–2      | ستيفاني نيمتسوفا دومينيك شيفر             | دومينيك شيفر أوغوستينا تشلباك               | مارغو بوفي إميلي أبلتون أندريا ريني فيلاريل كاميلا روميرو               |
| 4 ديسمبر  | القاهرة، مصر ملعب ترابي $15،000 قرعة المباريات الفردية والزوجية                           | أندريا أماليا روسكا 6–4، 6–4                          | ميلاني كلافنير                            | ساندرا سمير ناستجا كولار                    | فيكتوريا مورفايوفا بويانا مارينكوفيتش تيفاني ويليام آنا يوريك           |
| 4 ديسمبر  | القاهرة، مصر ملعب ترابي $15،000 قرعة المباريات الفردية والزوجية                           | ريو كيتاغاوا ناستجا كولار 1–6، 6–4، [10–2]            | ميلاني كلافنير يلينا ستويانوفيتش          | ساندرا سمير ناستجا كولار                    | فيكتوريا مورفايوفا بويانا مارينكوفيتش تيفاني ويليام آنا يوريك           |
| 4 ديسمبر  | سولابور، الهند ملعب صلب $15،000 قرعة المباريات الفردية والزوجية                           | بونياوي تامشيوات 7–6(7–2)، 6–3                        | أولغا دوروشينا                            | شو تشينغ ون سامانثا موراي                   | كايلا مكفي روتوجا بسالي ديا هردجلاش بانا أودفاردي                       |
| 4 ديسمبر  | سولابور، الهند ملعب صلب $15،000 قرعة المباريات الفردية والزوجية                           | شو تشينغ ون برانجالا يادلابالي 7–5، 1–6، [10–6]       | مايا يانسن إيرين روتليف                   | شو تشينغ ون سامانثا موراي                   | كايلا مكفي روتوجا بسالي ديا هردجلاش بانا أودفاردي                       |
| 4 ديسمبر  | ستلينبوش، جنوب أفريقيا ملعب صلب $15،000 قرعة المباريات الفردية والزوجية                   | شانيل سيموندز 4–6، 7–6(7–3)، 6–2                      | لو أدلر                                   | ليوني كونغ نينا شتادلر                      | ناتاليا سيدليسكا آنا بريبيلوفا كميل سيريه كاثارينا هيرينغ               |
| 4 ديسمبر  | ستلينبوش، جنوب أفريقيا ملعب صلب $15،000 قرعة المباريات الفردية والزوجية                   | مونيكا روبنسون زوي جوين سكانداليس 2–6، 6–4، [10–4]    | بترا يانوسكوفا مادلين كوبليت              | ليوني كونغ نينا شتادلر                      | ناتاليا سيدليسكا آنا بريبيلوفا كميل سيريه كاثارينا هيرينغ               |
| 4 ديسمبر  | الحمامات، تونس ملعب ترابي $15،000 قرعة المباريات الفردية والزوجية                         | جوليا تيرزيسكا 2–6، 6–4، 6–2                          | ألكسندرا كوليك                            | ماري بينوا نينا بوتوتشنيك                   | جاد سوفراين مارغو ييروليموس أنستاسيا نيفيدوفا داريا لوديكوفا            |
| 4 ديسمبر  | الحمامات، تونس ملعب ترابي $15،000 قرعة المباريات الفردية والزوجية                         | ماري بينوا جوليا تيرزيسكا 6–2، 6–3                    | آنا ريموندينا ميلانا سبريمو               | ماري بينوا نينا بوتوتشنيك                   | جاد سوفراين مارغو ييروليموس أنستاسيا نيفيدوفا داريا لوديكوفا            |
| 4 ديسمبر  | أنطاليا، تركيا ملعب ترابي $15،000 قرعة المباريات الفردية والزوجية                         | تينا لوكاس 6–4، 6–7(5–7)، 6–1                         | باولا أورمايتشيا                          | كريستينا دينو إليسا فانلانجندونك            | إيليني كوردولايْمي آنا بيشكيتش مارينا تشيرنيوشوفا ميا إكلوند             |
| 4 ديسمبر  | أنطاليا، تركيا ملعب ترابي $15،000 قرعة المباريات الفردية والزوجية                         | كريستينا دينو ميا إكلوند 6–3، 6–2                     | ديا إفتيموفا باولا أورمايتشيا             | كريستينا دينو إليسا فانلانجندونك            | إيليني كوردولايْمي آنا بيشكيتش مارينا تشيرنيوشوفا ميا إكلوند             |
| 11 ديسمبر | تحدي الحبتور للتنس دبي، الإمارات العربية المتحدة ملعب صلب $100٬000+H Singles – Doubles    | بيلندا بنشيتش 6–4، 0–0 انسحاب                         | أجلا توملجانوفيتش                         | ستيفاني فوجيلي ساره إيراني                  | ماجدالينا فريتش دليلا ياكوبوفيتش فيكتوريا توموفا ميهايلا بوزارنيسكو     |
| 11 ديسمبر | تحدي الحبتور للتنس دبي، الإمارات العربية المتحدة ملعب صلب $100٬000+H Singles – Doubles    | ميهايلا بوزارنيسكو ألينا فومينا 6–4، 6–3              | ليزلي كيركوف ليدزيا ماروزافا              | ستيفاني فوجيلي ساره إيراني                  | ماجدالينا فريتش دليلا ياكوبوفيتش فيكتوريا توموفا ميهايلا بوزارنيسكو     |
| 11 ديسمبر | بطولات NECC–ITF لتنس السيدات بونه، الهند ملعب صلب $25٬000 قرعة المباريات الفردية والزوجية | جورجينا غارسيا بيريز 6–4، 7–5                         | كاتي دان                                  | فاطمة النبهاني أولغا دوروشينا               | لو جياجينغ غانا بوزنيخيرينكو روتوجا بسالي كارمان ثاندي                  |
| 11 ديسمبر | بطولات NECC–ITF لتنس السيدات بونه، الهند ملعب صلب $25٬000 قرعة المباريات الفردية والزوجية | جيسي رومبيس فرنيا وونجتينتشاي 6–4، 6–2                | سامانثا موراي آنا فيسيلينوفيتش            | فاطمة النبهاني أولغا دوروشينا               | لو جياجينغ غانا بوزنيخيرينكو روتوجا بسالي كارمان ثاندي                  |
| 11 ديسمبر | سانتا كروز، بوليفيا ملعب ترابي $15٬000 قرعة المباريات الفردية والزوجية                    | فرناندا بريتو 6–4، 6–3                                | آنا صوفيا سانشيز                          | ناتالي كوراتا نيكا كوكهارتشوك               | باربارا غاتيكا ستيفاني ماريل بيتي نوليا زيبالوس كاميلا جيانجريكو كامبيز |
| 11 ديسمبر | سانتا كروز، بوليفيا ملعب ترابي $15٬000 قرعة المباريات الفردية والزوجية                    | فيكتوريا بوثيو ستيفاني ماريل بيتي 7–5، 2–6، [10–8]    | فرناندا بريتو كاميلا جيانجريكو كامبيز     | ناتالي كوراتا نيكا كوكهارتشوك               | باربارا غاتيكا ستيفاني ماريل بيتي نوليا زيبالوس كاميلا جيانجريكو كامبيز |
| 11 ديسمبر | القاهرة، مصر ملعب ترابي $15٬000 قرعة المباريات الفردية والزوجية                           | أندريا أماليا روسكا 6–1، 6–3                          | ميلاني كلافنير                            | إيرينا فيتيكاو ناستجا كولار                 | فيكتوريا كوليك فاني أوستلوند بويانا مارينكوفيتش فيكتوريا مورفايوفا      |
| 11 ديسمبر | القاهرة، مصر ملعب ترابي $15٬000 قرعة المباريات الفردية والزوجية                           | أندريا أماليا روسكا غابرييلا نيكول تاتاروش 6–1، 6–3   | ميلاني كلافنير يلينا ستويانوفيتش          | إيرينا فيتيكاو ناستجا كولار                 | فيكتوريا كوليك فاني أوستلوند بويانا مارينكوفيتش فيكتوريا مورفايوفا      |
| 11 ديسمبر | كوردينونز، إيطاليا ملعب ترابي (indoor) $15،000 قرعة المباريات الفردية والزوجية            | أناستازيا جريمالسكا 6–2، 6–0                          | ليزا سابينو                               | سوزان بانديتشي ستيفانيا روبيني              | ميشيل ألكسندرا زماو كوستانزا ترافرسي لودميلا سامسونوفا فديريكا دي ساررا |
| 11 ديسمبر | كوردينونز، إيطاليا ملعب ترابي (indoor) $15،000 قرعة المباريات الفردية والزوجية            | فديريكا دي ساررا ميشيل ألكسندرا زماو 6–2، 1–6، [10–8] | لوسيا برونزيتي لودميلا سامسونوفا          | سوزان بانديتشي ستيفانيا روبيني              | ميشيل ألكسندرا زماو كوستانزا ترافرسي لودميلا سامسونوفا فديريكا دي ساررا |
| 11 ديسمبر | الحمامات، تونس ملعب ترابي $15،000 قرعة المباريات الفردية والزوجية                         | سارا تشاكاريفيتش 3–6، 6–3، 6–0                        | مارغو ييروليموس                           | تيساه أندريانجافيتريمو فيكتوريا مونتين      | غيورغيا ماركيتي ميريام بيوركلاند مايا لومسدن أناستاسيا نيفيدوفا         |
| 11 ديسمبر | الحمامات، تونس ملعب ترابي $15،000 قرعة المباريات الفردية والزوجية                         | كلوديا جيوفين غيورغيا ماركيتي 6–3، 6–1                | فيكتوريا مونتين إيزابيلا شنيكوفا          | تيساه أندريانجافيتريمو فيكتوريا مونتين      | غيورغيا ماركيتي ميريام بيوركلاند مايا لومسدن أناستاسيا نيفيدوفا         |
| 11 ديسمبر | أنطاليا، تركيا ملعب ترابي $15،000 قرعة المباريات الفردية والزوجية                         | كريستينا دينو 6–3، 6–3                                | تينا لوكاس                                | بيمرا أوزجن إلكسان لوكيميا                  | ألينا سيليتش إيليني كوردولايمي إليسا فانلانجيندونك مارينا تشرنيشوفا     |
| 11 ديسمبر | أنطاليا، تركيا ملعب ترابي $15،000 قرعة المباريات الفردية والزوجية                         | مارينا تشرنيشوفا ألينا سيليتش 6–3، 6–7(3–7)، [10–8]   | إيليني كوردولايمي جاسمينا تينجيتش         | بيمرا أوزجن إلكسان لوكيميا                  | ألينا سيليتش إيليني كوردولايمي إليسا فانلانجيندونك مارينا تشرنيشوفا     |
| 18 ديسمبر | نافي مومباي، الهند ملعب صلب $25٬000 قرعة المباريات الفردية والزوجية                       | غابرييلا تايلور 4–6، 7–6(9–7)، 6–3                    | ديانا مارسنكفيتشا                         | أليونا بولسوفا زادوينوف أنكيتا راينا        | فاليريا ستراكوفا آنا فيسيلينوفيتش كارمان ثاندي بولينا مونوفا            |
| 18 ديسمبر | نافي مومباي، الهند ملعب صلب $25٬000 قرعة المباريات الفردية والزوجية                       | جورجينا غارسيا بيريز ديانا مارسنكفيتشا 6–0، 6–1       | برانجالا يادلابالي تمارا زيدانسيك         | أليونا بولسوفا زادوينوف أنكيتا راينا        | فاليريا ستراكوفا آنا فيسيلينوفيتش كارمان ثاندي بولينا مونوفا            |
| 18 ديسمبر | لوكي (باراغواي)، باراغواي ملعب صلب $15٬000 قرعة المباريات الفردية والزوجية                | مونتسيرات غونزاليس 1–6، 6–3، 6–0                      | نيكا كوخارتشوك                            | ثايسا غرانا بيدريتي كاميلا جيانجريكو كامبيز | آنا صوفيا سانشيز ميلاني سولانج كريووج نويليا زيبالوس كارلا لوسيرو       |
| 18 ديسمبر | لوكي (باراغواي)، باراغواي ملعب صلب $15٬000 قرعة المباريات الفردية والزوجية                | ثايسا غرانا بيدريتي نويليا زيبالوس 6–2، 6–4           | مونتسيرات غونزاليس آنا صوفيا سانشيز       | ثايسا غرانا بيدريتي كاميلا جيانجريكو كامبيز | آنا صوفيا سانشيز ميلاني سولانج كريووج نويليا زيبالوس كارلا لوسيرو       |
| 18 ديسمبر | الحمامات، تونس ملعب ترابي $15٬000 قرعة المباريات الفردية والزوجية                         | داريا لوديكوفا 7–6(10–8)، 6–4                         | لودميلا سامسونوفا                         | أودري ألبي نينا بوتوشنيك                    | ميريام بيوركلاند إيريس إكاني أليس راميه إيزابيلا شنيكوفا                |
| 18 ديسمبر | الحمامات، تونس ملعب ترابي $15٬000 قرعة المباريات الفردية والزوجية                         | أودري ألبي ماثيلد أرميتانو 6–2، 6–4                   | كلوديا جيوفين غيورغيا ماركيتي             | أودري ألبي نينا بوتوشنيك                    | ميريام بيوركلاند إيريس إكاني أليس راميه إيزابيلا شنيكوفا                |
| 18 ديسمبر | أنطاليا، تركيا ملعب ترابي $15٬000 قرعة المباريات الفردية والزوجية                         | مارينا تشيرنيشوفا 0–6، 7–6(12–10)، 1–6                | ألينا سيليتش                              | كسينيا لاسكوتوفا أندريا أماليا روشكا        | داريا نازاركينا ليا بوشكوفيتش تيدورا ستينغا إليكساني ليشيميا            |
| 18 ديسمبر | أنطاليا، تركيا ملعب ترابي $15٬000 قرعة المباريات الفردية والزوجية                         | أنستاسيا خاريتونوفا داريا نازاركينا 5–7، 6–2، [8–10]  | أندريا أماليا روشكا غابريلا نيكول تاتاروش | كسينيا لاسكوتوفا أندريا أماليا روشكا        | داريا نازاركينا ليا بوشكوفيتش تيدورا ستينغا إليكساني ليشيميا            |
| 25 ديسمبر | هونغ كونغ ملعب صلب $15،000 قرعة المباريات الفردية والزوجية                                | هاروكا كاجي 6–4، 2–6، 6–7(4–7)                        | هيروكو كواتا                              | هيلين شولسن Zhang Ling                      | لي بي تشي يوكي تاناكا ماي هونتاما آيكو يوشيتومي                         |
| 25 ديسمبر | هونغ كونغ ملعب صلب $15،000 قرعة المباريات الفردية والزوجية                                | تشين بي شوان وو فانغ شين 1–6، 0–6                     | تشان تشين وي لو جياشي                     | هيلين شولسن Zhang Ling                      | لي بي تشي يوكي تاناكا ماي هونتاما آيكو يوشيتومي                         |

## الروابط الخارجية
- "10،600 لاعبة، 1135 حدثًا: جولة الاتحاد الدولي لكرة المضرب العالمية للسيدات لعام 2023 بالأرقام". الاتحاد الدولي لكرة المضرب. اطلع عليه بتاريخ 2024-01-02.
- "أجندة جولة الاتحاد الدولي لكرة المضرب العالمية للسيدات". الاتحاد الدولي لكرة المضرب. اطلع عليه بتاريخ 2024-01-02.
- الاتحاد الدولي لكرة المضرب